# 日本の軍事予算
日本の軍事予算（にっぽんのぐんじよさん）は、防衛省・自衛隊に割り当てられている日本の予算の一部である。過去には大日本帝国の下で大日本帝国陸軍および大日本帝国海軍、戦後日本においては警察予備隊、保安隊、警備隊、保安庁に割り当てられていた。
軍事費は戦後日本において防衛関係費と呼称され、防衛力整備や自衛隊の維持運営のための経費のほか、基地周辺対策などに必要な経費が計上されている。

## 防衛関係費の内訳
防衛関係費の内訳は、隊員の給与や食事のための「人件・糧食費」と、装備品の修理・整備、油の購入、隊員の教育訓練、装備品の調達などのための「物件費」とに大別される。

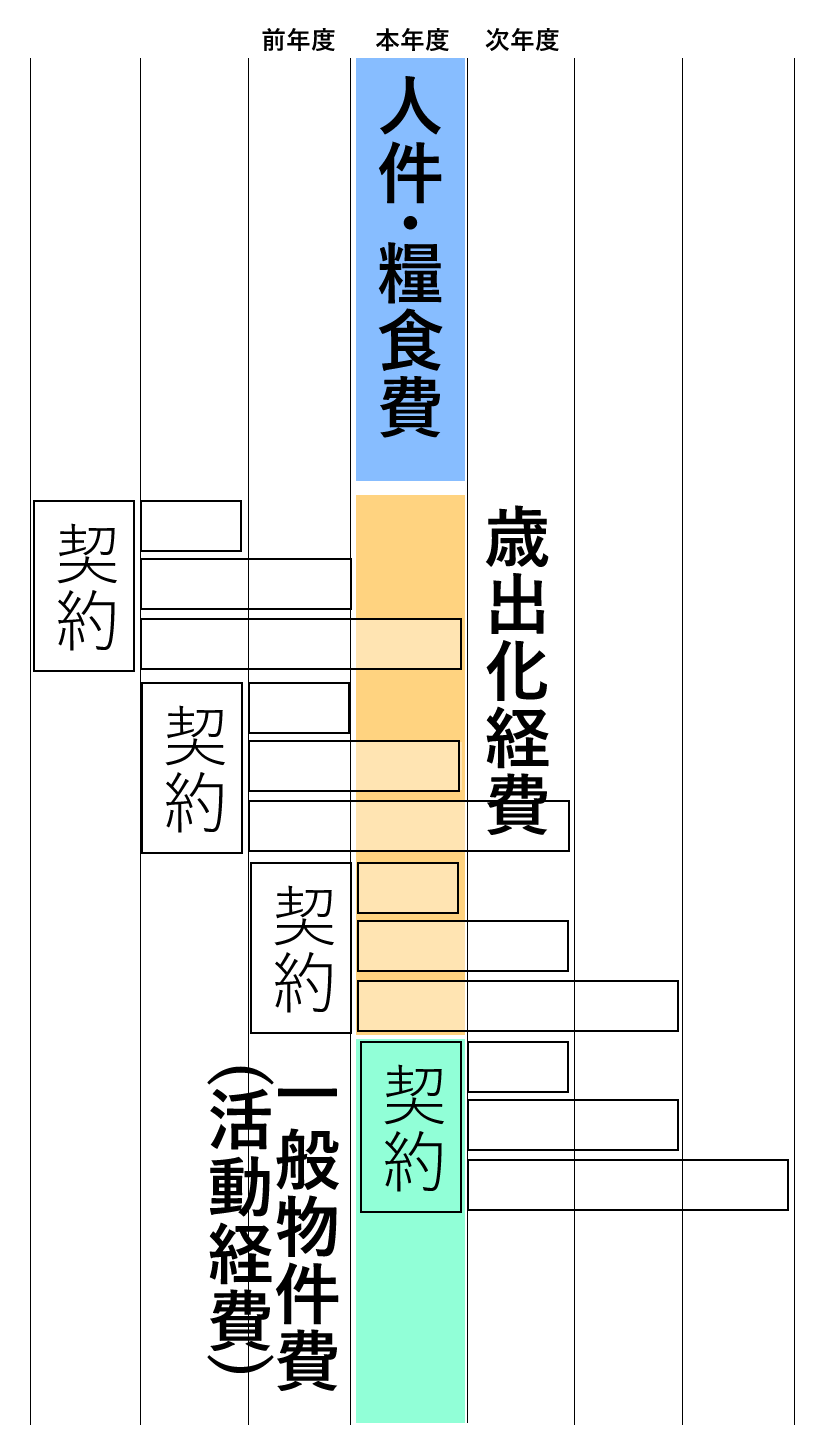
防衛関係費の項目

物件費は、過去の年度の契約に基づき支払われる「歳出化経費」と、その年度の契約に基づき支払われる「一般物件費」とに分けられる。物件費は「事業費」とも呼ばれ、一般物件費は装備品の修理費、隊員の教育訓練費、油の購入費などが含まれることから「活動経費」とも呼ばれる。
防衛力整備計画などにおける2027年度（令和9年度）までの防衛費のGDP比2%に向け、2025年度（令和7年度）では防衛関係予算は8兆4748億円（GDP比1.39%）となった。そのうち人件・糧食費が2兆2290億円（28.0%）、教育訓練・装備の維持費が2兆491億円（30.8%）、新規装備品の購入費が1兆7262億円（21.7％）などである。また、防衛省・自衛隊関係とは別枠として在日米軍再編等の予算として2246億円（2.8％）が計上されている。
| 項目                    | 項目                    | 項目                                  | 金額（円）              | 割合（％） |
| ----------------------- | ----------------------- | ------------------------------------- | ----------------------- | ---------- |
| 人件・糧食費            | 人件・糧食費            | 人件・糧食費                          | 2兆3508億               | 27.7       |
| 歳出化経費              | 維持費など              | 油購入費                              | 1億                     | 0.0        |
| 歳出化経費              | 維持費など              | 修理費                                | 1兆7054億               | 20.1       |
| 歳出化経費              | 維持費など              | 教育訓練費                            | 713億                   | 0.8        |
| 歳出化経費              | 基地対策経費            | 基地対策経費                          | 892億                   | 1.1        |
| 歳出化経費              | 研究開発費              | 研究開発費                            | 3310億                  | 3.9        |
| 歳出化経費              | 装備品等購入費          | 装備品等購入費                        | 1兆575億                | 12.5       |
| 歳出化経費              | 航空機購入費            | 航空機購入費                          | 3250億                  | 3.8        |
| 歳出化経費              | 艦船建造費              | 艦船建造費                            | 2713億                  | 3.2        |
| 歳出化経費              | 施設整備経費            | 施設整備経費                          | 3601億                  | 4.2        |
| 歳出化経費              | その他                  | その他                                | 1009億                  | 1.2        |
| 歳出化経費              | 小計                    | 小計                                  | 4兆3119億               | 50.9       |
| 一般物件費 (活動経費)   | 維持費など              | 油購入費                              | 1284億                  | 1.5        |
| 一般物件費 (活動経費)   | 維持費など              | 修理費                                | 3564億                  | 4.2        |
| 一般物件費 (活動経費)   | 維持費など              | 教育訓練費                            | 614億                   | 0.7        |
| 一般物件費 (活動経費)   | 維持費など              | 医療費など                            | 368億                   | 0.4        |
| 一般物件費 (活動経費)   | 維持費など              | 営舎費など                            | 1747億                  | 2.1        |
| 一般物件費 (活動経費)   | 基地対策費など          | 基地周辺対策経費                      | 873億                   | 1.0        |
| 一般物件費 (活動経費)   | 基地対策費など          | 同盟強靭化予算 (在日米軍駐留経費負担) | 1984億                  | 2.3        |
| 一般物件費 (活動経費)   | 基地対策費など          | 施設の借料、補償経費など              | 1499億                  | 1.8        |
| 一般物件費 (活動経費)   | 研究開発費              | 研究開発費                            | 1619億                  | 1.9        |
| 一般物件費 (活動経費)   | 装備品等購入費          | 装備品等購入費                        | 2205億                  | 2.6        |
| 一般物件費 (活動経費)   | 施設整備経費            | 施設整備経費                          | 619億                   | 0.7        |
| 一般物件費 (活動経費)   | その他                  | その他                                | 1846億                  | 2.2        |
| 一般物件費 (活動経費)   | 小計                    | 小計                                  | 1兆8121億               | 21.4       |
| 合計                    | 合計                    | 合計                                  | 8兆4748億               | 100.0      |
| SACO関係経費            | SACO関係経費            | SACO関係経費                          | 111億                   | -          |
| 米軍再編関係経費        | 米軍再編関係経費        | 米軍再編関係経費                      | 2146億                  | -          |
| 総計 （防衛省所管予算） | 総計 （防衛省所管予算） | 総計 （防衛省所管予算）               | 8兆7005億 （8兆6691億） | -          |

## 軍事費、防衛費の推移

### 大日本帝国軍体制

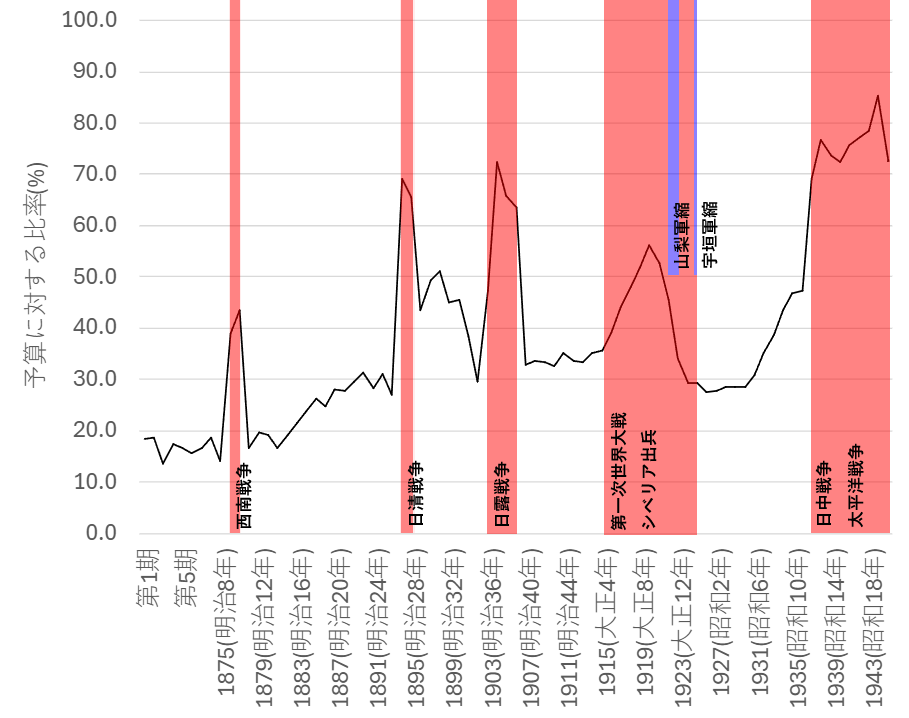
大日本帝国の歳出に占める軍事費の比率

| 年度           | 歳出 (一般会計) (A) | 軍事費 (一般会計) (B) | 軍事費 (臨時会計) (C) | 一般会計より 臨時会計への繰入 (D) | 総歳出 (E=A+C-D) | 直接軍事費総計 (F=B+C) | 比率 (F/E) (%) |
| -------------- | ------------------- | --------------------- | --------------------- | --------------------------------- | ---------------- | ---------------------- | -------------- |
| 第1期          | 30,505              | 5,582                 |                       |                                   | 30,505           | 5,582                  | 18.3           |
| 第2期          | 20,786              | 3,864                 |                       |                                   | 20,786           | 3,864                  | 18.6           |
| 第3期          | 20,108              | 2,728                 |                       |                                   | 20,108           | 2,728                  | 13.6           |
| 第4期          | 19,235              | 3,348                 |                       |                                   | 19,235           | 3,348                  | 17.4           |
| 第5期          | 57,730              | 9,572                 |                       |                                   | 57,730           | 9,572                  | 16.6           |
| 第6期          | 62,679              | 9,770                 |                       |                                   | 62,679           | 9,770                  | 15.6           |
| 第7期          | 82,270              | 13,648                |                       |                                   | 82,270           | 13,648                 | 16.6           |
| 第8期          | 66,135              | 12,259                |                       |                                   | 66,135           | 12,259                 | 18.5           |
| 1875(明治8年)  | 69,203              | 9,786                 |                       |                                   | 69,203           | 9,786                  | 14.1           |
| 1876(明治9年)  | 59,309              | 10,437                | 20,784                |                                   | 80,093           | 31,221                 | 39.0           |
| 1877(明治10年) | 48,428              | 9,290                 | 20,784                |                                   | 69,212           | 30,074                 | 43.5           |
| 1878(明治11年) | 60,941              | 10,066                |                       |                                   | 60,941           | 10,066                 | 16.5           |
| 1879(明治12年) | 60,318              | 11,870                |                       |                                   | 60,318           | 11,870                 | 19.7           |
| 1880(明治13年) | 63,141              | 12,027                |                       |                                   | 63,141           | 12,027                 | 19.0           |
| 1881(明治14年) | 71,460              | 11,961                |                       |                                   | 71,460           | 11,961                 | 16.7           |
| 1882(明治15年) | 73,481              | 14,002                |                       |                                   | 73,481           | 14,002                 | 19.1           |
| 1883(明治16年) | 83,107              | 17,811                |                       |                                   | 83,107           | 17,811                 | 21.4           |
| 1884(明治17年) | 76,663              | 18,154                |                       |                                   | 76,663           | 18,154                 | 23.7           |
| 1885(明治18年) | 61,115              | 16,117                |                       |                                   | 61,115           | 16,117                 | 26.4           |
| 1886(明治19年) | 83,224              | 20,524                |                       |                                   | 83,224           | 20,524                 | 24.7           |
| 1887(明治20年) | 79,453              | 22,238                |                       |                                   | 79,453           | 22,238                 | 28.0           |
| 1888(明治21年) | 81,504              | 22,576                |                       |                                   | 81,504           | 22,576                 | 27.7           |
| 1889(明治22年) | 79,714              | 23,449                |                       |                                   | 79,714           | 23,449                 | 29.4           |
| 1890(明治23年) | 82,125              | 25,692                |                       |                                   | 82,125           | 25,692                 | 31.3           |
| 1891(明治24年) | 83,556              | 23,682                |                       |                                   | 83,556           | 23,682                 | 28.3           |
| 1892(明治25年) | 76,735              | 23,768                |                       |                                   | 76,735           | 23,768                 | 31.0           |
| 1893(明治26年) | 84,582              | 22,822                |                       |                                   | 84,582           | 22,822                 | 27.0           |
| 1894(明治27年) | 78,129              | 20,662                | 107,170               |                                   | 185,299          | 127,832                | 69.0           |
| 1895(明治28年) | 85,317              | 23,537                | 93,305                |                                   | 178,622          | 116,842                | 65.4           |
| 1896(明治29年) | 168,857             | 73,248                |                       |                                   | 168,857          | 73,248                 | 43.4           |
| 1897(明治30年) | 223,679             | 110,543               |                       |                                   | 223,679          | 110,543                | 49.4           |
| 1898(明治31年) | 219,758             | 112,428               |                       |                                   | 219,758          | 112,428                | 51.2           |
| 1899(明治32年) | 254,166             | 114,213               |                       |                                   | 254,166          | 114,213                | 44.9           |
| 1900(明治33年) | 292,750             | 133,113               |                       |                                   | 292,750          | 133,113                | 45.5           |
| 1901(明治34年) | 266,857             | 102,361               |                       |                                   | 266,857          | 102,361                | 38.4           |
| 1902(明治35年) | 289,227             | 85,768                |                       |                                   | 289,227          | 85,768                 | 29.7           |
| 1903(明治36年) | 249,596             | 83,002                | 66,373                |                                   | 315,969          | 149,375                | 47.3           |
| 1904(明治37年) | 277,056             | 32,701                | 608,593               |                                   | 885,649          | 641,294                | 72.4           |
| 1905(明治38年) | 420,741             | 34,521                | 586,196               | 63,430                            | 943,507          | 620,717                | 65.8           |
| 1906(明治39年) | 464,276             | 129,746               | 247,311               | 119,000                           | 592,587          | 377,057                | 63.6           |
| 1907(明治40年) | 602,401             | 198,316               |                       |                                   | 602,401          | 198,316                | 32.9           |
| 1908(明治41年) | 636,361             | 213,384               |                       |                                   | 636,361          | 213,384                | 33.5           |
| 1909(明治42年) | 532,894             | 177,212               |                       |                                   | 532,894          | 177,212                | 33.3           |
| 1910(明治43年) | 569,154             | 185,164               |                       |                                   | 569,154          | 185,164                | 32.5           |
| 1911(明治44年) | 585,375             | 205,464               |                       |                                   | 585,375          | 205,464                | 35.1           |
| 1912(大正1年)  | 593,596             | 199,611               |                       |                                   | 593,596          | 199,611                | 33.6           |
| 1913(大正2年)  | 573,634             | 191,886               |                       |                                   | 573,634          | 191,886                | 33.5           |
| 1914(大正3年)  | 648,420             | 170,960               | 45,936                | 76,363                            | 617,993          | 216,896                | 35.1           |
| 1915(大正4年)  | 583,270             | 182,168               | 30,527                | 18,348                            | 595,449          | 212,695                | 35.7           |
| 1916(大正5年)  | 590,795             | 211,438               | 23,697                | 15,967                            | 598,525          | 235,135                | 39.3           |
| 1917(大正6年)  | 735,024             | 285,872               | 34,800                | 38,817                            | 731,007          | 320,672                | 43.9           |
| 1918(大正7年)  | 1,017,036           | 367,985               | 125,771               | 115,424                           | 1,027,383        | 493,756                | 48.1           |
| 1919(大正8年)  | 1,172,328           | 536,687               | 147,030               |                                   | 1,319,358        | 683,717                | 51.8           |
| 1920(大正9年)  | 1,359,978           | 649,759               | 219,877               | 30,687                            | 1,549,168        | 869,636                | 56.1           |
| 1921(大正10年) | 1,489,856           | 730,568               | 108,747               |                                   | 1,598,603        | 839,315                | 52.5           |
| 1922(大正11年) | 1,429,690           | 604,801               | 85,494                |                                   | 1,515,184        | 690,295                | 45.6           |
| 1923(大正12年) | 1,521,050           | 499,071               | 28,462                |                                   | 1,549,512        | 527,533                | 34.0           |
| 1924(大正13年) | 1,625,024           | 455,193               | 29,490                | 1,000                             | 1,653,514        | 484,683                | 29.3           |
| 1925(大正14年) | 1,524,989           | 443,808               | 1,831                 |                                   | 1,526,820        | 445,639                | 29.2           |
| 1926(昭和1年)  | 1,578,826           | 434,249               |                       |                                   | 1,578,826        | 434,249                | 27.5           |
| 1927(昭和2年)  | 1,765,723           | 491,640               |                       |                                   | 1,765,723        | 491,640                | 27.8           |
| 1928(昭和3年)  | 1,814,855           | 517,238               |                       |                                   | 1,814,855        | 517,238                | 28.5           |
| 1929(昭和4年)  | 1,736,317           | 494,920               |                       |                                   | 1,736,317        | 494,920                | 28.5           |
| 1930(昭和5年)  | 1,557,864           | 442,859               |                       |                                   | 1,557,864        | 442,859                | 28.4           |
| 1931(昭和6年)  | 1,476,875           | 454,617               |                       |                                   | 1,476,875        | 454,617                | 30.8           |
| 1932(昭和7年)  | 1,950,141           | 686,385               |                       |                                   | 1,950,141        | 686,385                | 35.2           |
| 1933(昭和8年)  | 2,254,662           | 872,620               |                       |                                   | 2,254,662        | 872,620                | 38.7           |
| 1934(昭和9年)  | 2,163,004           | 941,882               |                       |                                   | 2,163,004        | 941,882                | 43.5           |
| 1935(昭和10年) | 2,206,478           | 1,032,937             |                       |                                   | 2,206,478        | 1,032,937              | 46.8           |
| 1936(昭和11年) | 2,282,176           | 1,078,170             |                       |                                   | 2,282,176        | 1,078,170              | 47.2           |
| 1937(昭和12年) | 2,709,157           | 1,236,840             | 2,034,298             | 1,136                             | 4,742,319        | 3,271,138              | 69.0           |
| 1938(昭和13年) | 3,288,029           | 1,166,746             | 4,795,395             | 317,165                           | 7,766,259        | 5,962,141              | 76.7           |
| 1939(昭和14年) | 4,493,833           | 1,628,610             | 4,844,296             | 535,187                           | 8,802,942        | 6,472,906              | 73.5           |
| 1940(昭和15年) | 5,860,213           | 2,226,182             | 5,722,542             | 600,000                           | 10,982,755       | 7,948,724              | 72.4           |
| 1941(昭和16年) | 8,133,891           | 3,012,623             | 9,487,023             | 1,078,083                         | 16,542,831       | 12,499,646             | 75.6           |
| 1942(昭和17年) | 8,276,476           | 79,071                | 18,753,150            | 2,623,244                         | 24,406,382       | 18,832,221             | 77.2           |
| 1943(昭和18年) | 12,551,813          | 1,816                 | 29,818,452            | 4,369,250                         | 38,001,015       | 29,820,268             | 78.5           |
| 1944(昭和19年) | 19,871,948          | 1,874                 | 73,493,554            | 7,205,642                         | 86,159,860       | 73,495,428             | 85.3           |
| 1945(昭和20年) | 21,496,190          | 610,369               | 16,465,061            |                                   | 37,961,251       | 17,075,430             | 45.0           |
| 1945(昭和20年) | 21,496,190          | 610,369               | 54,620,273            |                                   | 76,116,463       | 55,230,642             | 72.6           |

### 自衛隊体制

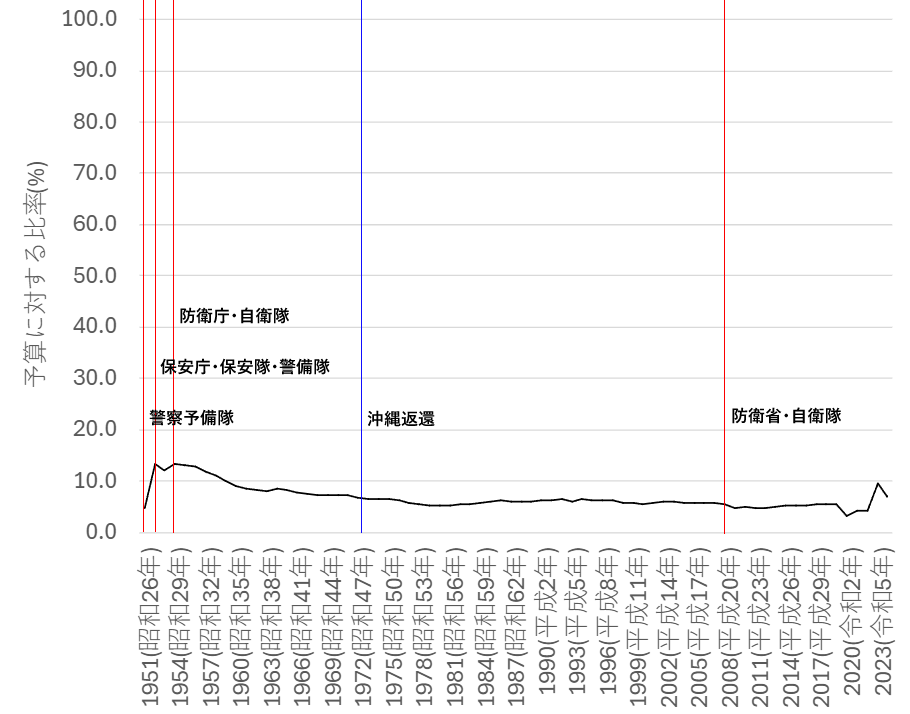
日本の予算に占める防衛予算の割合

| 年度           | 予算(一般+補正) (A) | GDP (B)         | 防衛関係費 (C) | 対GDP比 (C/B)(%) | 歳出に占める比率 (C/A)(%) |
| -------------- | ------------------- | --------------- | -------------- | ---------------- | ------------------------- |
| 1951(昭和26年) | 793,707,112         | 5,231,800,000   | 36,863,910     | 0.7              | 4.6                       |
| 1952(昭和27年) | 932,535,828         | 6,005,700,000   | 124,151,559    | 2.1              | 13.3                      |
| 1953(昭和28年) | 1,027,250,686       | 6,904,000,000   | 123,110,143    | 1.8              | 12.0                      |
| 1954(昭和29年) | 999,879,655         | 7,320,900,000   | 132,765,208    | 1.8              | 13.3                      |
| 1955(昭和30年) | 1,013,314,244       | 8,597,900,000   | 132,765,000    | 1.5              | 13.1                      |
| 1956(昭和31年) | 1,089,652,273       | 9,647,700,000   | 140,765,000    | 1.5              | 12.9                      |
| 1957(昭和32年) | 1,184,613,603       | 11,064,100,000  | 141,165,000    | 1.3              | 11.9                      |
| 1958(昭和33年) | 1,333,083,414       | 11,845,100,000  | 146,165,000    | 1.2              | 11.0                      |
| 1959(昭和34年) | 1,512,094,604       | 13,897,000,000  | 153,317,939    | 1.1              | 10.1                      |
| 1960(昭和35年) | 1,765,162,702       | 16,680,600,000  | 157,662,387    | 0.9              | 8.9                       |
| 1961(昭和36年) | 2,107,382,277       | 20,170,800,000  | 180,923,555    | 0.9              | 8.6                       |
| 1962(昭和37年) | 2,563,091,228       | 22,328,800,000  | 210,976,470    | 0.9              | 8.2                       |
| 1963(昭和38年) | 3,056,807,117       | 26,228,600,000  | 247,549,581    | 0.9              | 8.1                       |
| 1964(昭和39年) | 3,340,498,310       | 30,399,700,000  | 280,775,252    | 0.9              | 8.4                       |
| 1965(昭和40年) | 3,744,725,265       | 33,765,300,000  | 305,397,091    | 0.9              | 8.2                       |
| 1966(昭和41年) | 4,477,147,888       | 39,698,900,000  | 345,092,021    | 0.9              | 7.7                       |
| 1967(昭和42年) | 5,203,436,943       | 46,445,400,000  | 387,045,274    | 0.8              | 7.4                       |
| 1968(昭和43年) | 5,917,332,606       | 54,947,000,000  | 421,847,719    | 0.8              | 7.1                       |
| 1969(昭和44年) | 6,930,854,210       | 65,061,400,000  | 494,940,515    | 0.8              | 7.1                       |
| 1970(昭和45年) | 8,213,085,116       | 75,298,500,000  | 590,376,568    | 0.8              | 7.2                       |
| 1971(昭和46年) | 9,658,999,367       | 82,899,300,000  | 693,510,900    | 0.8              | 7.2                       |
| 1972(昭和47年) | 12,118,949,138      | 96,486,300,000  | 821,401,103    | 0.9              | 6.8                       |
| 1973(昭和48年) | 15,272,616,645      | 116,715,000,000 | 979,047,068    | 0.8              | 6.4                       |
| 1974(昭和49年) | 19,198,131,406      | 138,451,100,000 | 1,225,583,010  | 0.9              | 6.4                       |
| 1975(昭和50年) | 20,837,157,872      | 152,361,600,000 | 1,367,424,466  | 0.9              | 6.6                       |
| 1976(昭和51年) | 24,650,234,619      | 171,293,400,000 | 1,522,826,737  | 0.9              | 6.2                       |
| 1977(昭和52年) | 29,346,615,144      | 190,094,500,000 | 1,699,265,183  | 0.9              | 5.8                       |
| 1978(昭和53年) | 34,440,043,672      | 208,602,200,000 | 1,873,465,611  | 0.9              | 5.4                       |
| 1979(昭和54年) | 39,667,586,664      | 225,237,200,000 | 2,092,615,526  | 0.9              | 5.3                       |
| 1980(昭和55年) | 43,681,366,649      | 248,375,900,000 | 2,266,494,049  | 0.9              | 5.2                       |
| 1981(昭和56年) | 47,125,364,099      | 264,641,700,000 | 2,429,052,976  | 0.9              | 5.2                       |
| 1982(昭和57年) | 47,562,139,968      | 276,162,800,000 | 2,566,549,905  | 0.9              | 5.4                       |
| 1983(昭和58年) | 50,839,441,744      | 288,772,700,000 | 2,761,038,872  | 1.0              | 5.4                       |
| 1984(昭和59年) | 51,513,359,644      | 308,238,400,000 | 2,961,514,459  | 1.0              | 5.7                       |
| 1985(昭和60年) | 53,222,882,217      | 330,396,800,000 | 3,169,684,070  | 1.0              | 6.0                       |
| 1986(昭和61年) | 53,824,828,087      | 342,266,400,000 | 3,337,980,861  | 1.0              | 6.2                       |
| 1987(昭和62年) | 58,214,155,706      | 362,296,700,000 | 3,507,832,287  | 1.0              | 6.0                       |
| 1988(昭和63年) | 61,851,731,263      | 387,685,600,000 | 3,728,257,398  | 1.0              | 6.0                       |
| 1989(平成1年)  | 66,311,891,412      | 415,885,200,000 | 3,969,868,244  | 1.0              | 6.0                       |
| 1990(平成2年)  | 69,651,178,007      | 451,683,000,000 | 4,254,090,328  | 0.9              | 6.1                       |
| 1991(平成3年)  | 70,613,465,021      | 473,607,600,000 | 4,439,975,380  | 0.9              | 6.3                       |
| 1992(平成4年)  | 71,489,671,066      | 483,255,600,000 | 4,577,817,036  | 0.9              | 6.4                       |
| 1993(平成5年)  | 77,437,497,569      | 482,607,600,000 | 4,618,123,705  | 1.0              | 6.0                       |
| 1994(平成6年)  | 71,885,748,517      | 511,958,800,000 | 4,651,820,614  | 0.9              | 6.5                       |
| 1995(平成7年)  | 77,467,670,968      | 525,299,500,000 | 4,733,995,916  | 0.9              | 6.1                       |
| 1996(平成8年)  | 77,771,230,987      | 538,659,600,000 | 4,849,084,831  | 0.9              | 6.2                       |
| 1997(平成9年)  | 78,533,159,997      | 542,508,000,000 | 4,953,564,497  | 0.9              | 6.3                       |
| 1998(平成10年) | 87,991,484,580      | 534,564,100,000 | 4,960,690,761  | 0.9              | 5.6                       |
| 1999(平成11年) | 87,401,483,422      | 530,298,600,000 | 4,915,421,971  | 0.9              | 5.6                       |
| 2000(平成12年) | 89,770,226,901      | 537,614,200,000 | 4,933,732,173  | 0.9              | 5.5                       |
| 2001(平成13年) | 86,352,554,474      | 527,410,500,000 | 4,975,072,863  | 0.9              | 5.8                       |
| 2002(平成14年) | 83,688,984,321      | 523,465,900,000 | 4,920,673,284  | 0.9              | 5.9                       |
| 2003(平成15年) | 81,939,568,899      | 526,219,900,000 | 4,903,067,022  | 0.9              | 6.0                       |
| 2004(平成16年) | 86,878,703,384      | 529,637,900,000 | 4,913,021,316  | 0.9              | 5.7                       |
| 2005(平成17年) | 86,704,827,493      | 534,106,200,000 | 4,895,690,772  | 0.9              | 5.6                       |
| 2006(平成18年) | 83,458,343,026      | 537,257,900,000 | 4,870,002,699  | 0.9              | 5.8                       |
| 2007(平成19年) | 83,804,191,294      | 538,485,500,000 | 4,841,499,535  | 0.9              | 5.8                       |
| 2008(平成20年) | 88,911,212,716      | 516,174,900,000 | 4,817,923,551  | 0.9              | 5.4                       |
| 2009(平成21年) | 102,558,155,543     | 497,364,200,000 | 4,819,732,906  | 1.0              | 4.7                       |
| 2010(平成22年) | 96,010,217,011      | 504,873,700,000 | 4,799,591,828  | 1.0              | 5.0                       |
| 2011(平成23年) | 107,510,466,856     | 500,046,200,000 | 5,113,031,610  | 1.0              | 4.8                       |
| 2012(平成24年) | 100,536,648,944     | 499,420,600,000 | 4,826,454,531  | 1.0              | 4.8                       |
| 2013(平成25年) | 98,076,967,466      | 512,677,500,000 | 4,865,973,845  | 0.9              | 5.0                       |
| 2014(平成26年) | 99,000,337,693      | 523,422,800,000 | 5,088,579,913  | 1.0              | 5.1                       |
| 2015(平成27年) | 99,663,274,967      | 540,740,800,000 | 5,171,880,074  | 1.0              | 5.2                       |
| 2016(平成28年) | 100,222,014,770     | 544,829,900,000 | 5,235,828,811  | 1.0              | 5.2                       |
| 2017(平成29年) | 99,109,487,552      | 555,712,500,000 | 5,352,447,688  | 1.0              | 5.4                       |
| 2018(平成30年) | 101,358,061,267     | 556,570,500,000 | 5,639,257,594  | 1.0              | 5.6                       |
| 2019(令和1年)  | 104,651,665,068     | 556,807,700,000 | 5,674,845,906  | 1.0              | 5.4                       |
| 2020(令和2年)  | 175,687,767,355     | 538,787,800,000 | 5,675,802,792  | 1.1              | 3.2                       |
| 2021(令和3年)  | 142,599,218,699     | 554,572,000,000 | 6,089,069,253  | 1.1              | 4.3                       |
| 2022(令和4年)  | 139,219,569,097     | 567,130,800,000 | 5,810,492,109  | 1.0              | 4.2                       |
| 2023(令和5年)  | 127,580,399,831     | 594,708,400,000 | 7,599,835,786  | 1.3              | 6.0                       |
| 2023(令和5年)  | 127,580,399,831     | 594,708,400,000 | 12,019,491,033 | 2.0              | 9.4                       |
| 2024(令和6年)  | 126,514,973,726     | 617,009,900,000 | 8,850,023,833  | 1.4              | 7.0                       |
| 2025(令和7年)  | 115,197,845,248     | -               | 8,669,056,598  | -                | 7.5                       |

## 大日本帝国の軍事費史

### 明治政府の成立と戊辰戦争

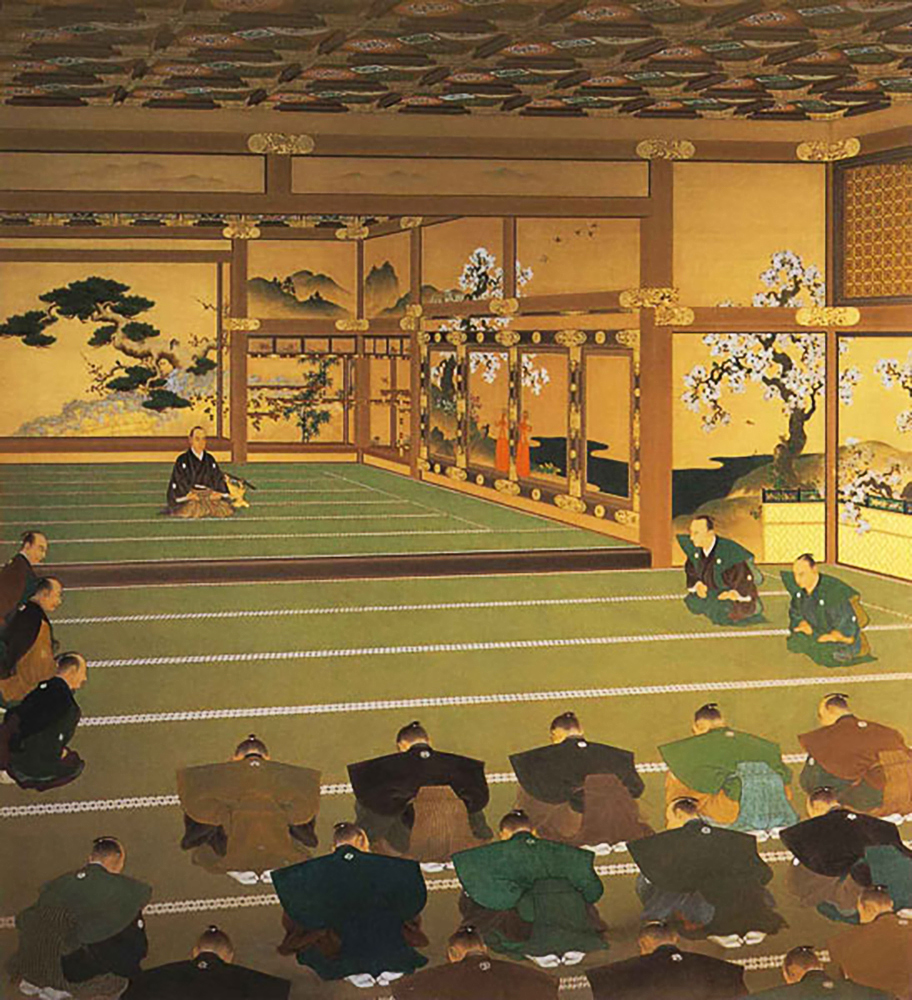
大政奉還

1868年1月3日（慶応3年12月9日）、王政復古の大号令によって約260年続いた徳川幕府が崩壊し、明治新政府が成立した。しかし、全国に分布する旧幕府領は奉還されておらず、同様に全国の藩、寺社もその領地を保有していた。そのため新政府の収入は皇室御領の三万石の他には財源になるものがなく、その財政は困窮していた。そのため、明治政府は金穀出納所を設置し、三井組などに為替方御用を命じ金穀収集に当たらせた。これによって商人・寺社・町民から、慶応3年12月27日から慶応4年1月末日に至るまでに金3万8015両、大判10枚、白銀4106枚、銀3貫500目、米1245石等にのぼる金穀を収集した。そんな中、1868年1月27日（慶応4年1月3日）に発生した鳥羽・伏見の戦いは戊辰戦争に拡大した。

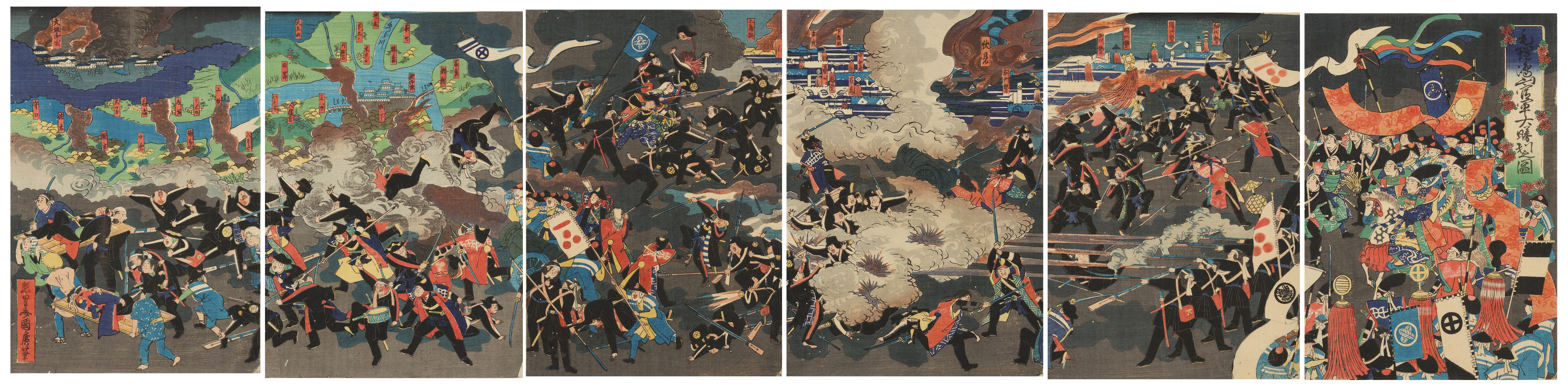
鳥羽・伏見の戦い

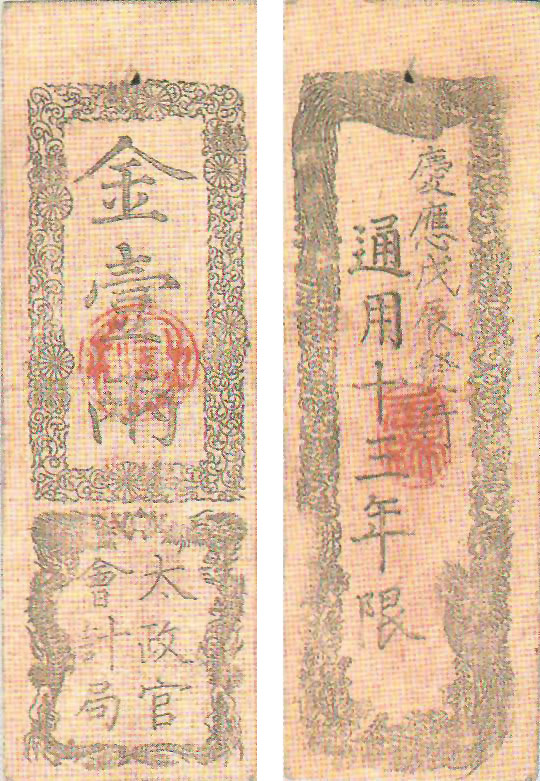
太政官札（金一両札、慶応4年発行）

薩摩藩・長州藩・土佐藩等を中核とした新政府軍は、東海道・中山道・北陸道の3街道で追討軍を進め、1868年5月3日（明治元年4月11日）江戸開城の後も東北諸藩の討伐の為に軍を派遣、同年9月には東北諸藩が降伏した。この征伐にかかる戦費は莫大であり、1868年2月3日（慶応4年1月10日）には戊辰戦争に際して発せられた徳川慶喜追討令を口実として新政府は旧幕府領を接収し新政府直属としたが、これらから得られた収入をもってしても財政には焼け石に水であった。ここに至り、新政府は由利公正の建議に基づき、1868年2月16日（慶応4年1月23日）に金300万両の債権、太政官札の発行を決定した。しかし新政府の信用は未だ低く、債券による資金調達は難航し、慶応4年4月15日までの調達金額は12万両程度であった。征東軍の資金不足に伴い、新政府は江戸・京都・大阪・兵庫・大津などの地方においても軍資金の調達を命じ、江戸・横浜の町会所の積立金を借り入れた。他にも。外国商社からの借り入れも行い、明治元年には在横浜英国東洋銀行より洋銀50万ドル、英国オールト商社より洋銀40万ドルなどを借り入れた。この歳入は決算書によると第1期第2期で計564万2982円56銭8厘に達した。
上述のような資金調達の成績は良好ではなく、同時に始まった太政官札の発行による資金調達が主流に転換した。太政官冊の発行は慶応4年5月15日から始まり、明治2年5月までに合計4800万円を発行した。このうち戊辰戦争のために410万920円を支出し、前記借入金の返済の大部分にもに充て、借入金の返済は明治4年9月までに完済した。
東北諸藩が降伏してなお旧幕臣らは軍艦を率いて函館に拠点を移し、新政府軍への抵抗を行った。明治2年3月には新政府軍がこれを討伐に当たった（箱館戦争）。しかしここに至るまでの戦費に加え函館戦争の戦費も莫大であった。函館戦争では70万3346円が支出された。これら征伐などへの軍事支出は明治2年9月までの明治新政府の総支出（第1期、第2期）の18％以上を支出した。このほかにも鳥羽伏見の戦いから函館戦争に至るまでの諸藩に関する経費・臨時貸出金・官工諸経費などの歳出があり、これを太政官札・民部省札などの不換紙幣の発行と借入に依存しており新政府の財政状況は逼迫していた。

### 軍制と帝国陸海軍の成立
1869年7月25日（明治2年6月17日）版籍奉還および1871年8月29日（明治4年7月14日）の廃藩置県によって藩による統治体制が解体されると、全国200余りの諸藩の土地と人民が政府の直接統治の下に入った。その結果、中央および地方の行政経費が著しく増大した。これは軍も同じく、維新の当初の政府直属の軍は各藩から1万石毎に10名で集められた常備兵がいた程度であり、戊辰戦争の新政府軍は諸藩の兵でその給与などは藩の経費に依っていた。しかし、廃藩置県により旧藩兵は解散し新政府の下に全国一律の兵制を布くことになり、その装備、給与を新政府が歳出することになった。
東京・大坂・熊本・仙台の4鎮台、要地にその分営を設置し、各藩より鎮台兵を召集、ここに日本帝国陸軍が創始された。また、旧幕府および薩長佐賀諸藩の軍艦及び造船所の接収を以て日本帝国海軍が創始し、この後軍艦の購入、海軍兵学校の設置などを行った。1872年4月4日（明治5年2月27日）には陸海軍の拡張のために、兵部省を解体し陸軍省・海軍省を設置した。続いて、陸海軍力増強のために兵器、軍艦の購入、陣営の建設、兵の増員をするなどし軍の充実を進めた。1872年12月28日（明治5年11月28日）には徴兵令を発し、全国皆兵を布いた。このような軍備拡張の伴い、軍事費は漸次増加し、第1～3期は共に約150万円であったが、第4期には親兵および鎮台の設置に伴い325万2000円余に、第5期には軍制の確立に伴い956万8000円、第6期には968万8000円と飛躍的に増加した。
廃藩置県および軍制の確立に伴う歳出の増加に対し、廃藩置県によって新政府の収入となった地租は第4期において1134万円、第5期で2051万1000円、第6期で6060万円であり、他の旧藩所有金の納入などの新たな収入も含めても歳出の増加には足りなかった。そのため収入の不足には兌換紙幣発行の他、地租改正などを増税などで対応した。紙幣の発行は第5期において1782万5000円、地租改正と増税によって租税収入が新たに第6期までに272万4000円に増加した。

### 士族の反乱および西南戦争

西南戦争・田原坂の戦い

1874年（明治7年）2月に起きた佐賀の乱などの士族反乱が起こる中、同年5月6日には台湾出兵が行われ、第7期における戦費には陸海軍予算以外にも152万円の追加費用を必要とした。第8期においては兵器及び艦船の製造、海外註文費用に593万円を計上し、陸海軍予算の外に佐賀の乱、台湾出兵および暴動鎮撫費として147万円を追加し、軍事費の高騰だけでなく行政経費の高騰で財政の逼迫が解消されることはなかった。

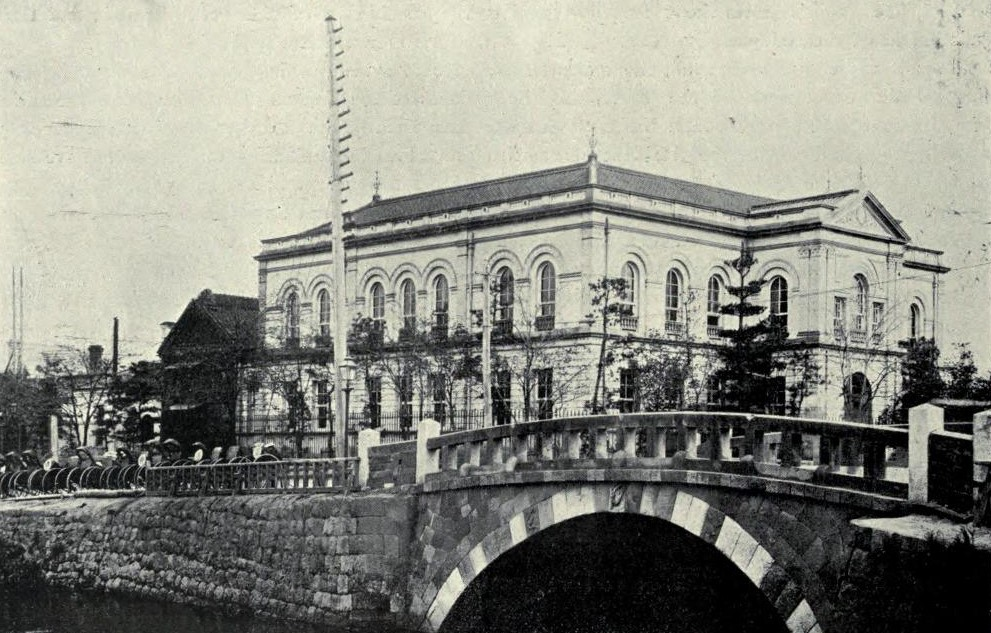
第十五国立銀行

そんな中、1877年（明治10年）1月29日、西南戦争が勃発した。同年2月12日、山縣有朋は鎮圧費用として20万円を太政官に上申し、大蔵省が予備費からこれを支出したが戦乱の拡大と共に戦費が数百万円に膨れ上がった。戦乱なお拡大し、常備兵だけでは足りず後備兵を徴兵し、屯田兵・警察官を動員し戦費は益々増加した。しかし、新規増税などは益々民心を動揺させ戦乱を拡大するおそれがあったし、また新規紙幣の供給も維新以来9000万円に上っていながら兌換の方法も確立しておらず益々の増発は困難であった。そんな時に岩倉具視は国立銀行の設立を計画しており、明治政府はこれに様々な特典を与えて銀行の設立を支援し、その銀行の発行する銀行紙幣1500万円を借上げ、軍費に充てることを計画した。斯くして同年3月に第十五国立銀行が設立され発行された1666万円のうち1500万円を年利5分で借上げ軍費に充てた。しかし、最終的に西南戦争では終結までの9か月で陸軍兵員約5万2200人、海軍軍艦14隻、兵員約2100人を動員し、4156万7726円が費やされ、約2700万円の不足が生じた。不足に充てられる財源もなく、結局のところ明治政府は損傷紙幣の交換のための予備紙幣2700万円を新規紙幣として発行し軍費の辻褄を合わせた。

### 日清戦争までの軍備拡張

#### 帝国議会と建艦予算
大日本帝国憲法においては、予算は「帝国議会の協賛（賛同）を得なければならない」（第64条）とされており、帝国議会は必要に応じてこれに修正を加える事ができた。一方で、第67条に掲げる「法律上政府ノ義務ニ属スル歳出」については、政府の了承を得ない限り、帝国議会は予算案の削減をする事ができないものとされた。この規定の解釈を巡り、1890年（明治23年）の第1回帝国議会以来、政府は「富国強兵」の推進のため、議会によって予算が削減される事態を防ぐため、その範囲をできるだけ広く解釈しようと図り、逆に、民党は公約に掲げていた「民力休養」を実現させるために削減できる予算を増やしてその分の地租の削減（減税）を打ち出していたので、その範囲をできるだけ狭めようとし対立していた。

第64条
国家ノ歳出歳入ハ毎年予算ヲ以テ帝国議会ノ協賛ヲ経ヘシ　予算ノ款項ニ超過シ又ハ予算ノ外ニ生シタル支出アルトキハ後日帝国議会ノ承諾ヲ求ムルヲ要ス
第67条
憲法上ノ大権ニ基ツケル既定ノ歳出及法律ノ結果ニ由リ又ハ法律上政府ノ義務ニ属スル歳出ハ政府ノ同意ナクシテ帝国議会之ヲ廃除シ又ハ削減スルコトヲ得ス

こういった中で、政府は建艦費用を含めた予算案を第1回帝国議会、第2回帝国議会、第3回帝国議会に提出していた。第一回帝国議会においては予算提出の時点で建艦予算が削減された。しかし、第2回帝国議会は憲法解釈を巡って政府が予算削減に同意せずに憲政史上初めての解散権の行使を行い衆議院解散。
1892年（明治25年）、第3回帝国議会においては軍艦建造費が衆議院で削除、貴族院で復活した。6月9日衆議院はこれを違法とし貴族院に返送、6月10日貴族院が受領せず衆議院への返々送、衆議院が受領せず貴族院へ返々々送するなど埒のあかない展開になり、6月11日貴族院は天皇に判断を仰いだ。6月13日、予算修正は後議の議院は先議の議院の同意を得るものという勅諭が発せられた。この勅諭によって建艦予算は予算から削除された。
1893年（明治26年）1月、第4回帝国議会の衆議院で軍艦製造費を削除された予算案が議決された。しかし、内閣は憲法第67条に基づく歳出であるとして、議会の決定に同意せず予算の修正に抵抗した。これに対して衆議院は天皇に対し内閣の譲歩を求める上奏案を2月7日に議決し、2月8日上奏案を奉呈した。これに対し、在廷ノ臣僚及帝国議会ノ各員ニ告ク詔勅（建艦詔勅）が発せられ、建艦予算の復活が認められた。

#### 海軍

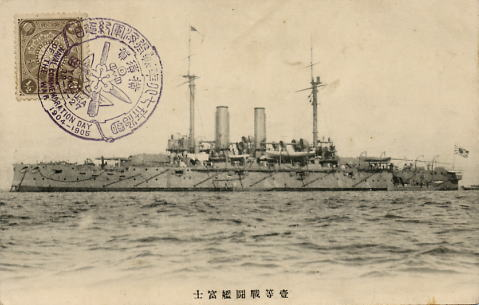
1893年度から7ヵ年の予算で建造された富士型戦艦富士

政府はそれまで微弱であった海軍力増強を企図し、1883年度（明治16年度）から1890年度（明治23年度）までで総額2604万円を支出し、大艦6隻、中艦12隻、小艦12隻、水雷艇・砲艦12隻を建造することをした。この財源を最初一般歳入に頼っていたが、1886年度（明治19年度）以降に於いて、海軍公債1700万円を募集し、そのほか所得税の新設、酒税の増税を行い財源に充てた。この拡張の結果、総トン数は1881年（明治14年）の2万5700トンから1890年（明治23年）には4万3200トンに増加した。
第1回帝国議会で一部成立した1891年度（明治24年度）の建艦予算では、5年間で建艦費として521万8000円を支出し、巡洋艦2隻、砲艦1隻、水雷艇2隻を建造することとした。これには明治21年度、明治22年度の財政余剰金を国庫支出として充てた。
第4回帝国議会で協賛を得た1893年度（明治26年度）の建艦予算では、7年間で1680万円で戦艦2隻の建造をすることとし、この財源には酒税・たばこ税・所得税の増税をもって充てた。また同年から6年間で275万円で巡洋艦1隻、報知艦1隻の建造することとし、その財源には財政余剰金を充てることとした。しかし、これら海軍拡張費用を含めた予算案について第4回帝国議会衆議院は海軍拡張の予算を削除した予算案を決した。これに対し、詔勅により毎年30万円の御手許金の下賜と文武官吏の俸給1/10を以て建艦費を充当するべき旨が下され、衆議院は予算修正案を再議し海軍拡張費用を多少削減したうえで可決、貴族院の同意を以て海軍拡張予算は成立した。結果、戦艦建造費は1542万7000円、巡洋艦・報知艦建造費は265万4000円となった。この計画に基づき建艦に着手したが、翌明治27年日清戦争の勃発を以て議会の賛成によって年度を2年繰り上げ、30年度までに短縮した。また、銀価格の暴落による相場の変化もあり戦艦建造予算は1542万円から2189万5000円に上昇した。
このような様々な軍備拡張計画の結果、明治26年末の海軍は軍艦の総トン数で5万7600トン、他に水雷艇24隻に至った。また、海軍の軍制としては1886年（明治19年）に東海鎮守府を廃止して5つの海軍区と軍港、鎮守府を設置した。また上述の建艦計画を実行に伴い各軍港に造船所の拡張、工場の建設を行った。そのために、1877年（明治10年度）には316万7000円であった海軍予算は1893年（明治26年度）には810万円に達した。

#### 陸軍
陸軍も海軍と同様に1883年（明治16年）から軍備拡張を始めた。1884年（明治17年）には各鎮台の歩兵連隊を旅団に編成し、また師団編成に向けて兵種の拡張を行った。1886年（明治19年）の海軍軍制の改正に続き沿岸部に砲台の造営と要塞砲兵を備えた。1888年（明治21年）には鎮台を師団司令部と改め師団を編成し、野戦師団6、近衛師団1の計7師団を編成した。これらの軍制の改正と軍備拡張によって、1877年（明治10年度）に603万5000円の陸軍予算は1893年（明治26年度）には1472万円に達した。このような陸海軍の軍制改革による軍事費上昇の財源には菓子税・醤油税の新設や官制改革による経費節減などの施策をを以て充てた。

### 日清戦争

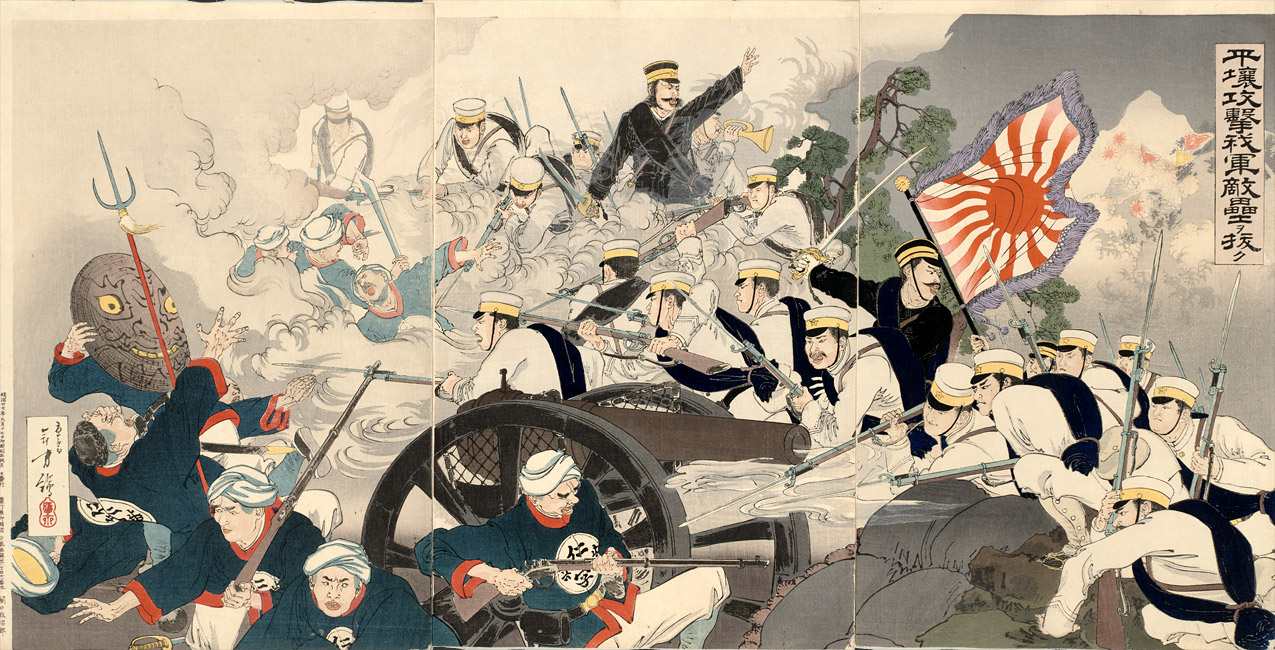
日清戦争・平壌の戦い

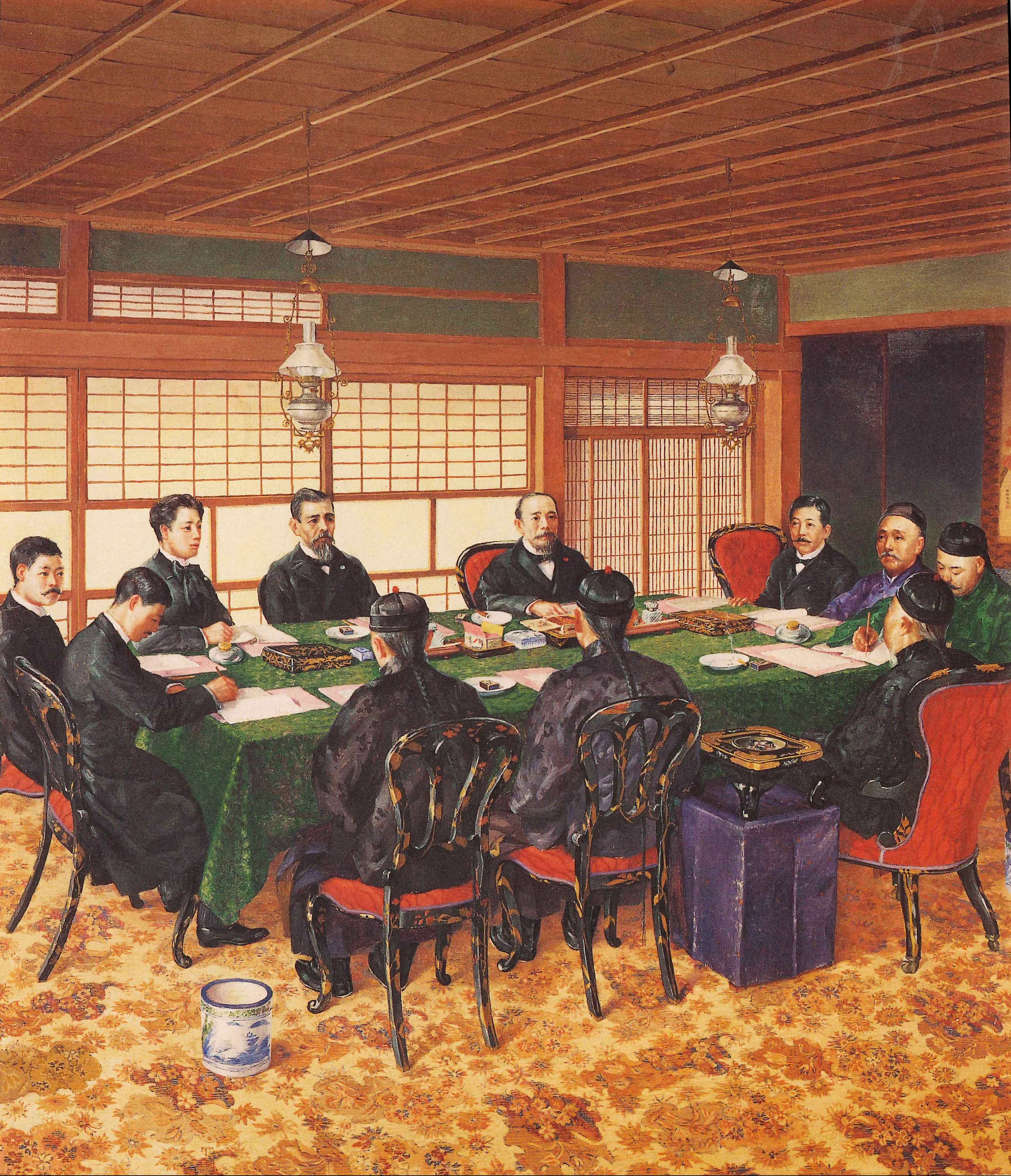
下関条約

1894年（明治27年）に発生した甲午農民戦争に日清両国が李氏朝鮮に出兵、反乱収束後に朝鮮は日清両国に撤兵を申し入れるが、両国とも受け入れずに両軍は漢城付近での対峙を続けた。6月の出兵で既に戦費は巨額に上っており、予備費でもっても足りず、勅裁をもって国庫余剰金よりこれを支出した。
同年8月1日、宣戦の布告を以て日清戦争に突入したが、国庫余剰金が尽き、明治27年勅令143号を公布し、政府は特別会計の資金を繰替使用し借入金及び公債を募集することに決定した。また、明治27年勅令144号を以て軍事公債条例を公布し5000万円に限って6％以下の利子で軍事公債を募集できることとした。次いで、第7回帝国議会を広島に召集し、臨時軍事予算として1億5000万円を要求するとともに、1億円の公債募集する法律案を提出し議会の賛同を得た。
1895年（明治28年）2月の第8回帝国議会では上述の軍事予算が残っていたが、戦争の終結も見えないため1億円の軍事追加予算と同額の公債募集の法律案を提出、議会の賛同を以て成立した。
以上を以て政府は2回の議会で2億5000万円の予算を計上し、そのうち2600万円は国庫余剰金を財源とした他、2億5000万円の公債募集の権能を得た。また、これら臨時軍事費に関する収入支出に関して、一般の歳入歳出と区別した特別の整理法を設けることとし、明治27年6月1日に遡って、戦争の終結をに至るまでを1会計年度とする臨時軍事費特別会計を設置することとした。
1895年（明治28年）4月17日、日清戦争の講和条約として下関条約の調印すると翌1896年（明治29年）3月31日をもって臨時軍事費特別会計の会計年度を終結した。結局、この間10か月の間に動員兵員24万人、軍艦28隻に及び、要した戦費総計2億47万5508円に達した。公債募集の結果、歳入は2億2523万27円で予算に比して少ない歳入だったが戦費は歳入内に収まった。しかし、この金額は維新以来費やした軍事費、戦費を合わせてもなお多く、政府の歳入の2年半分に達し、空前の財政負担となった。

### 日清戦争後の軍備拡張
日清戦争の勝利の結果、日本の国際的地位が上昇し、また不平等条約の改正も成功したことで日本は列強と条約上同等の地位を得て、それにふさわしい国家体制の構築が求められた。その中の一つは軍備拡張であり、1896年（明治29年度）からの第一期計画、1897年（明治30年度）から第一期の不足を補うために第二期計画を策定し軍備拡張を行った。陸軍においては明治32年度の補足計画を以て国防体制の完成に至った。本拡張には陸海軍合わせ計3億1320万円を支出した。この財源には一般歳入の他に公債7745万8907円を充てたが、その大部分は下関条約によって清国から得た賠償金のうち1億9608万4806円を充てた。
しかし、国防体制の完成の時期には東アジアの軍事状況は険悪さを増しており、海軍力の拡張が不十分として明治36年度予算にて第三次海軍拡張計画を立てた。この結果追加で1億円を加え、その財源には今後10年の行政整理による毎年100万円の余剰金などを充てた。

#### 海軍

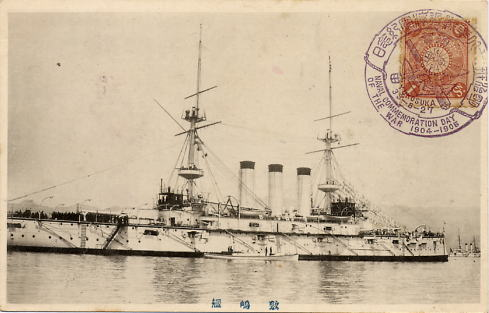
六六艦隊計画（第一期計画）で建造された敷島型戦艦 敷島、姉妹艦の朝日、初瀬、三笠は第二期計画で建造

海軍には1896年（明治29年度）から1902年（明治35年度）までの第一期計画（7ヵ年）で9477万円の拡張費を充て軍艦を従来の5万トンの他20万トンの増備、水雷艇の建造、鎮守府軍港、要港などの規模拡大を計画した。第一期計画では早急に必要な艦艇のみを計上したということで、第二期計画では1897年（明治30年度）から1905年（明治38年度）までに1億1832万円を計上した。
しかし、より強力な海軍力整備のために1903年（明治36年度）予算にて第三次期計画で軍艦8隻の建造に6234万8269円及び、兵器機械の充実に2900万1313円、各鎮守府の建築に851万722円の計9986万305円を11ヵ年計画で支出することとした。

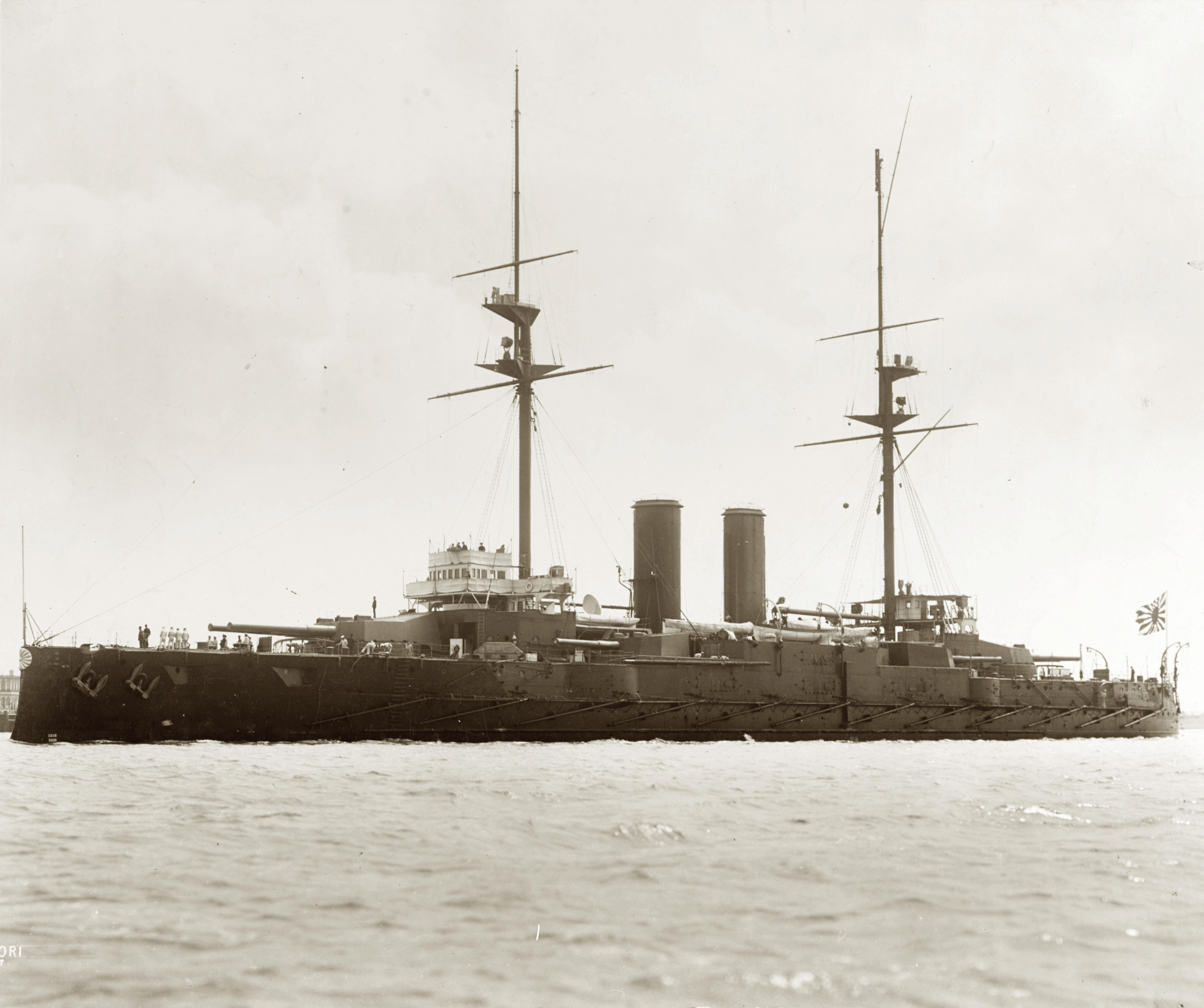
第三期計画で建造された香取型戦艦 香取、姉妹艦の鹿島も第三期計画で建造
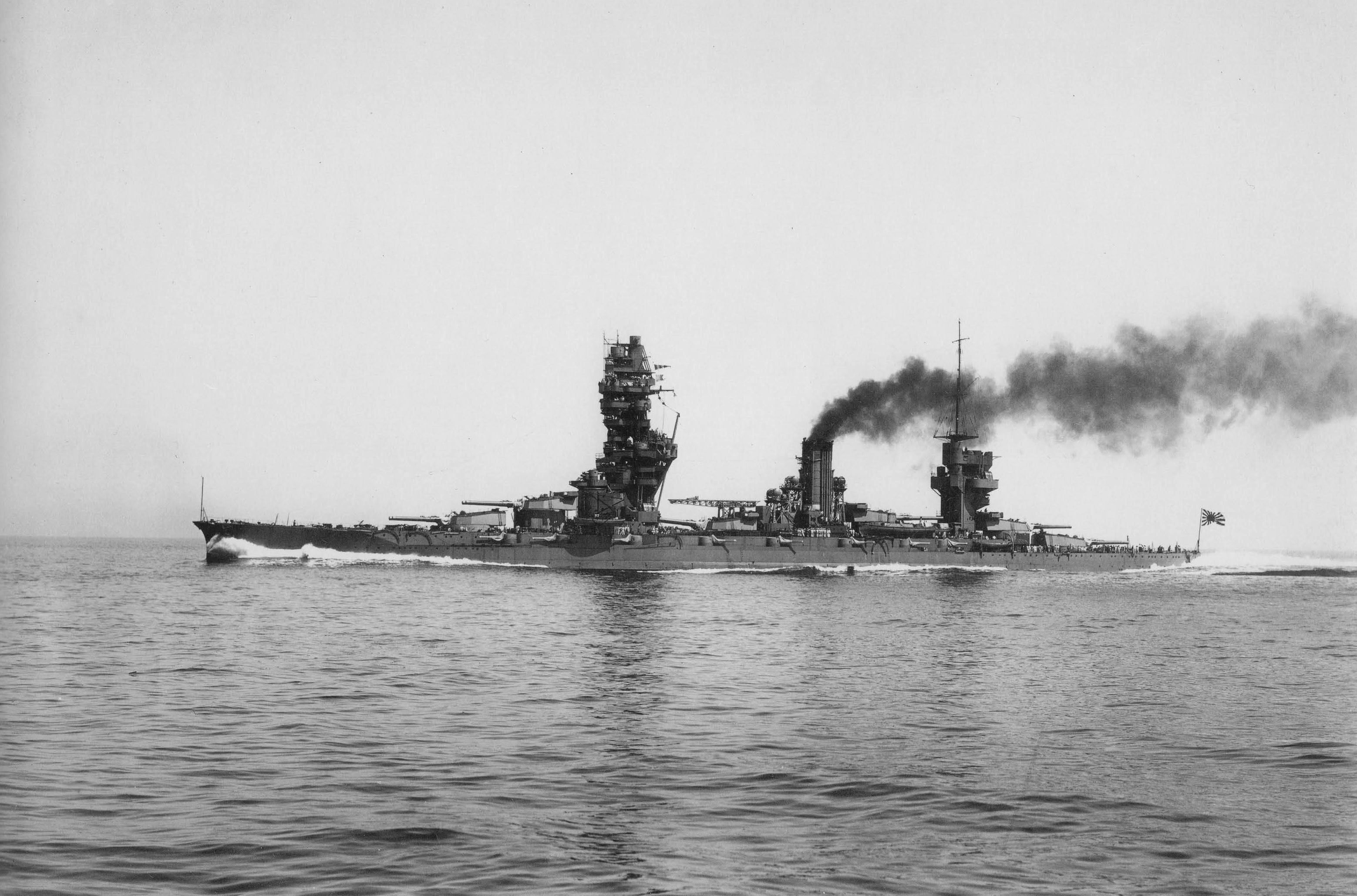
第三期計画で建造された扶桑型戦艦 扶桑

#### 陸軍

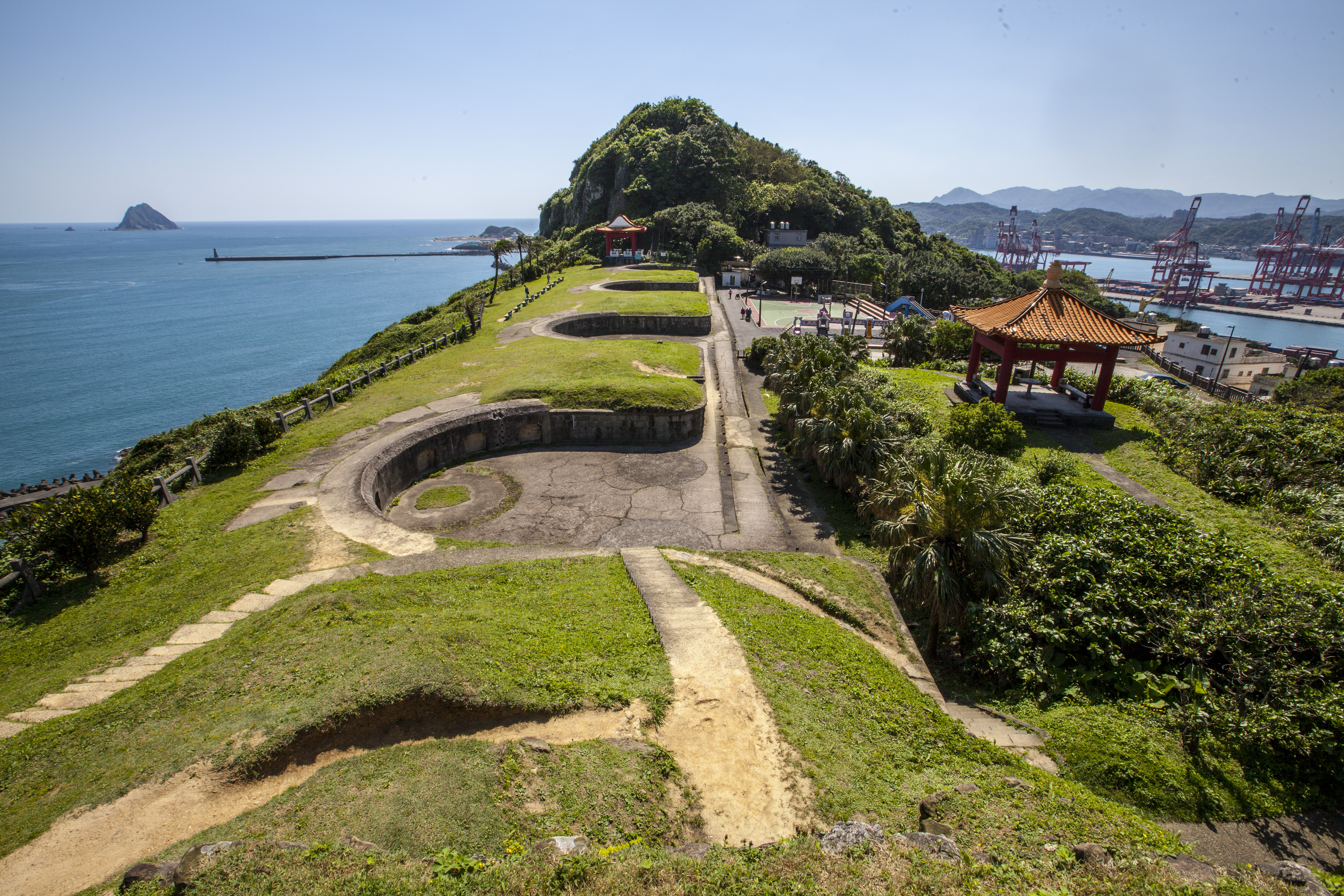
澎湖島要塞の白米甕砲台

陸軍には1896年（明治29年度）から1899年（明治32年度）の第一期計画（4ヵ年）で4332万円の拡張費を充て、これまでの常備7師団、兵員平時5万人、戦時20万人の規模から6個師団を増設し常備13師団、平時15万人、戦時60万人を予定し、沿岸砲台の建設等も計画した。しかし、第一期計画では常備軍の増設にとどまり、戦時編成の完了には至らなかった。そのため1897年（明治30年）から1901年（明治34年）までの第二期計画で3835万円を計上した。
1899年（明治32年度）には第7師団完成、対馬、基隆、澎湖島砲台の増新築の計画を立て、7ヵ年で1804万円を支出した。

### 義和団事件

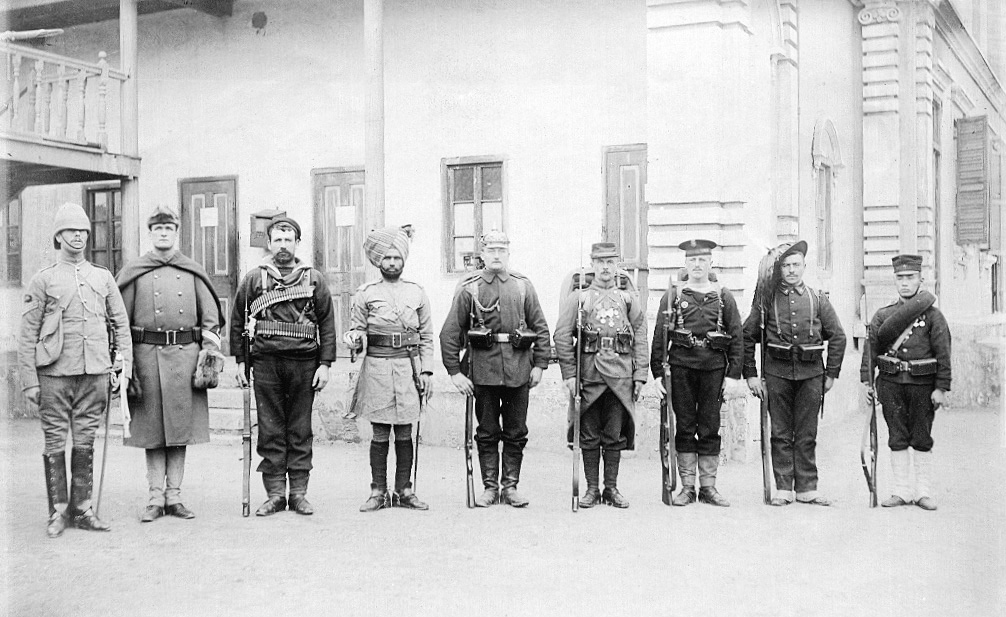
義和団事件に出兵した各国の兵士

日清戦争の賠償金の運用などの結果、日清戦争の後数年で政府の財政は順調に推移し始めた。しかし、1900年（明治33年）に義和団事件が発生すると各国は在外公館および居留民保護を名目として軍隊を派遣し、各国が連合し匪賊の鎮圧と居留民保護に当たった。しかし、日本は事件発生地に最も近いことから列国の要請から事件鎮圧のために第5師団を派遣した。事件の発生際して、政府は経費として軍艦水雷艇補充基金、災害準備基金、教育基金のうち2000万円を一般会計に繰入れ、残りを一般歳入を財源として2864万6435円の支出を決定した。
同年10月には事件は収束し、目的を達した。1901年（明治34年）9月に戦後処理として北京議定書が調印された。匪賊の鎮定はされたが現地の情勢はなお悪く、警備の撤収はできず日本帝国陸海軍は引き続き必要な軍隊及び艦船を駐留させた。1901年（明治34年度）には2350万円を計上した。この支出は今後複数年に渡って必要となると考えられたため、煙草の公定価格の引き上げ、酒税・石油輸入税の増税、麦酒税・砂糖消費税を新設し財源に充てた。結局この経費は1908年（明治41年度）まで支出され、8ヵ年で予算の3650万円のうち2215万5771円を支出した。

### 日露戦争

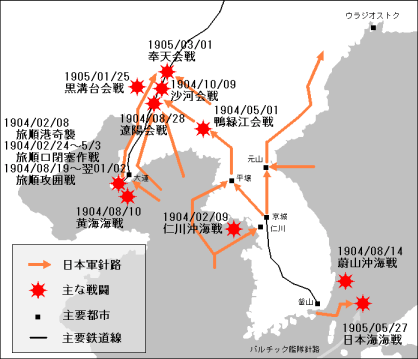
日露戦争の経過

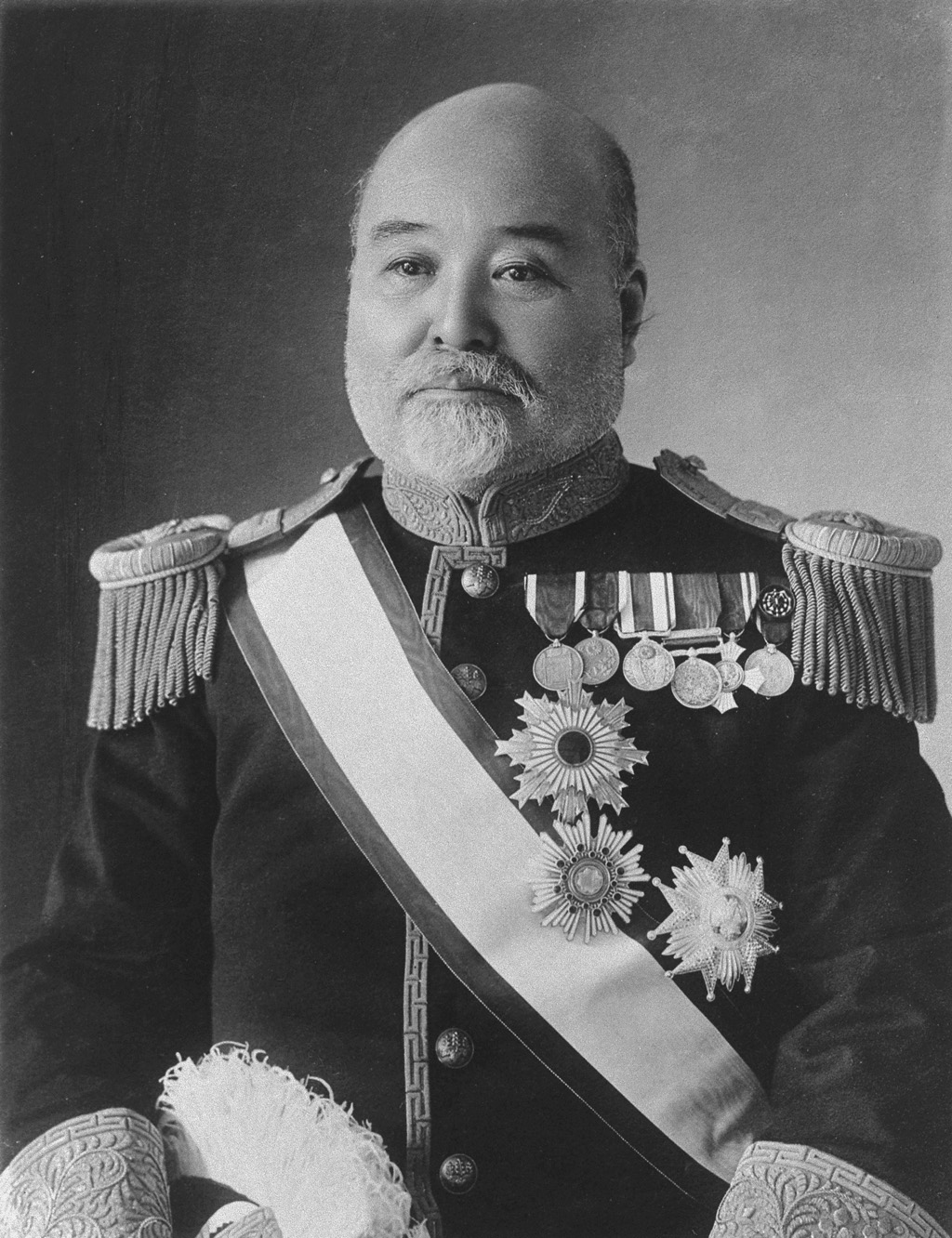
高橋是清日銀副総裁(当時)は戦時外債の公募でイギリスに向かった

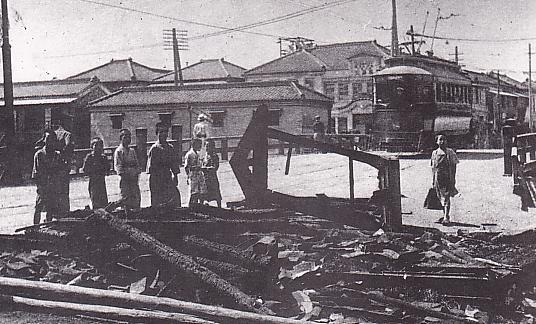
日比谷焼討事件

日清戦争以来三国干渉などを通じた日本とロシア帝国は満州および朝鮮における利害の衝突が発生し、1903年（明治36年）、ロシア帝国との交渉が切迫度を増してゆくと軍備充実の臨時費用を要することとなった。しかし、これを一般財源で賄うことは難しく同年12月、憲法第70条による明治36年勅令291号を発し、財政上の緊急処分として軍備補充に要する経費のため、政府は一時借入金、特別会計資金の使用、国庫債券の発行を行うと定めた。これにより1億5622万円を確保し、そのうち1億5597万円を陸海軍所管とした。
1904年（明治37年）2月5日に至り交渉が決裂しロシア帝国との国交が断絶、同月10日、宣戦を布告し、日露戦争に突入した。同年3月第20回帝国議会を以て日露戦争に関する経費として臨時軍事費3億8000万円などを決裁した。これには公債、国庫債券、一時借入金などを充当した。同年11月に召集された第21回帝国議会では政府はさらに臨時軍事費7億円を要求し賛同を得た。この財源もまた公債などのほか、増税などの増収分1億5267万円を充てた。1905年（明治38年）12月、第21回帝国議会に於いて政府はさらに臨時軍事費4億5045万円を要求し、これも公債などでの充当を計画した。議会は本予算案から他省庁の臨時事件費500万円を削除し、他は政府原案を支持した。これら歳入及び歳出の整理を目的として、日清戦争に倣い日露戦争においては1903年（明治36年）10月から1907年（明治40年）3月31日までを臨時軍事費特別会計の一会計年度とした。
結局、1905年（明治38年）9月5日のポーツマス条約の締結に至る1年7か月に兵員と艦船、最新の兵装を大量に動員し戦闘は熾烈を極め犠牲も莫大であり、後処理も含めた戦費は17億3005万45円を歳出した。この巨額の戦費は実に歳入の6倍半に達した。前述のとおり、この巨額の戦費を一般財源で賄うことはできず大部分の収入は国債、公債の発行した。政府は計画通りに5回渡って国債および公債の発行を行い、海外に於いて4回にわたって外国債を募集した。最終的に14億7329万円を発行し、実収入として13億1354万円を得た。
次に大きな収入は増税で、1904年（明治37年）、第20回帝国議会において非常特別税として各種税の増税と毛織物、石油に対する税を新設し、訴訟用印紙の増貼などを実施した。塩・絹布への消費税の新設も検討されたが、議会はこれを削除した。しかし、時局の変遷と共に戦費の増加に対応するために政府は第二次予算の編成に当たり、増税を行うこととした。第21回帝国議会では非常特別税法を改正し、各種税の増税するとともに、小切手印刷税、砂金採取地税、鉄道・船舶の乗客に通行税、毛織物以外の織物に消費税、繭・米・籾に輸入税を新設し、さらに相続税法の制定し相続税の新設した。これによって1906年（明治39年）までに総計3億2411万5980円を増収した。
更に政府は、それまで葉煙草の販売のみに限定されていた専売制をに製造を加え、更に1904年（明治37年）第20回帝国議会において煙草全般の製造専売制度を決した。時局の変遷と共に戦費の増加に対応するために政府は第二次予算の編成に当たり、第21回帝国議会において新たに塩の専売制度を新設した。これら専売制度の実施によって1906年（明治39年）までに総計7399万3447円を増収した。それだけでなく、一般会計経費の可能な限りの節約および繰延べで1億2658万843円の捻出をした。
このような中で莫大な犠牲者と度重なる増税とにあえいでいた国民は勝利したにも関わらずポーツマス条約で賠償金が得られなかったために怒りが爆発し、日比谷焼討事件のような暴動が発生した。

### 日露戦争後の軍備拡張
日露戦争の勝利をもって東アジアの局面は一変し、日本の国際的地位は列強と並ぶほどとなった。また、朝鮮や満州権益のために国家体制の拡張及び充実が求められた。この際の軍備拡張を含めた様々な事業の実施には当然巨額の経費が必要となったが、日露戦争では日清戦争と違い一切の賠償金を得ることができず、その財源の一切は公債の発行と増税によって行われた。

#### 海軍
海軍は日露戦争中に戦費をもって軍艦の建造、購入を行った。軍艦の購入には1594万8493円を支出し、イタリア海軍の建造していたジュゼッペ・ガリバルディ級装甲巡洋艦のうちアルゼンチン海軍に売却されたうちの二隻を戦費によって購入した。また、造船及び修理には2607万9873円を支出した。

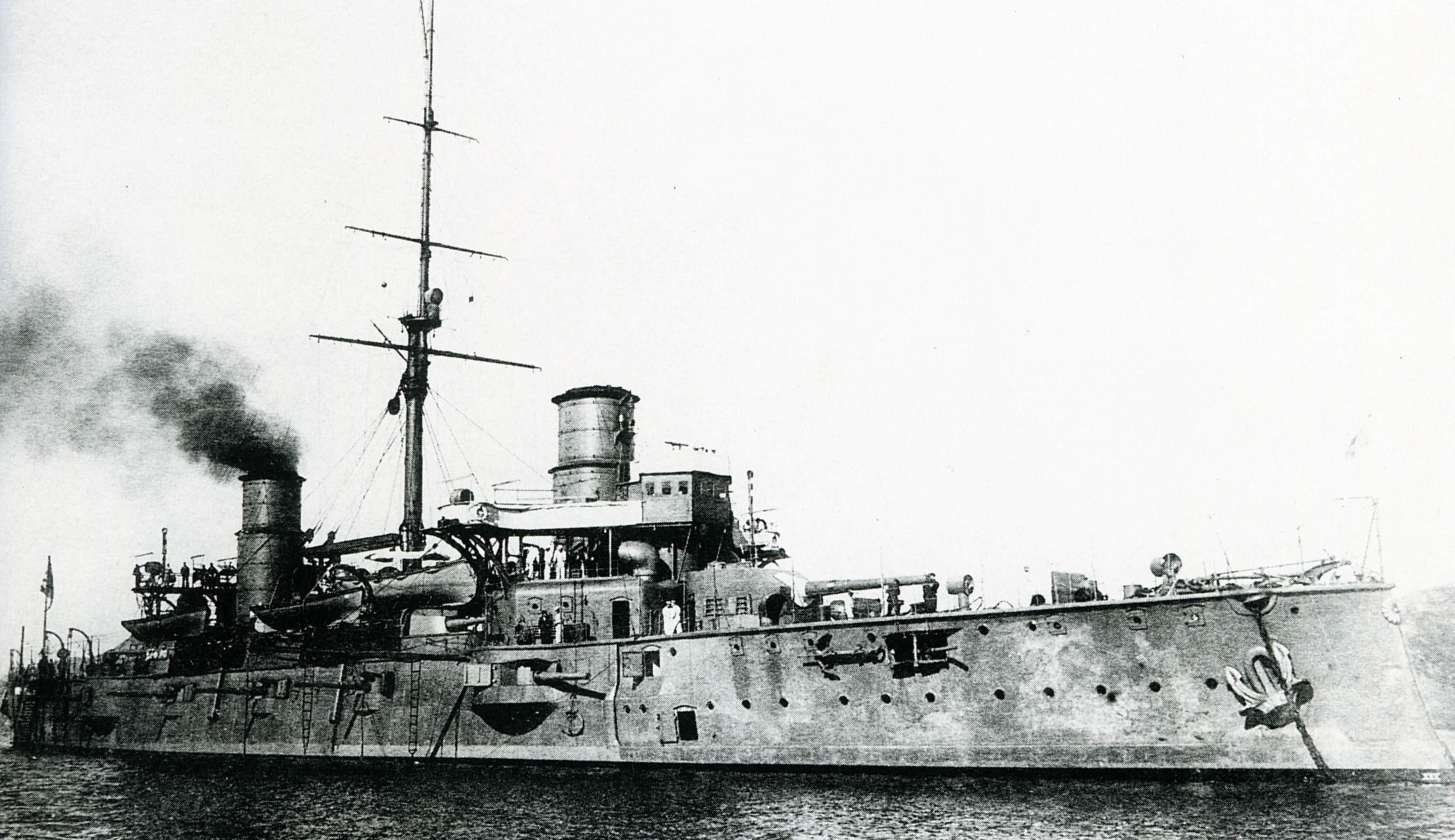
アルゼンチン海軍より購入した春日型装甲巡洋艦 春日
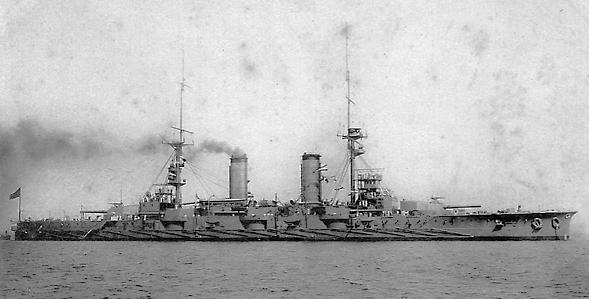
戦中に建造された薩摩型戦艦 薩摩
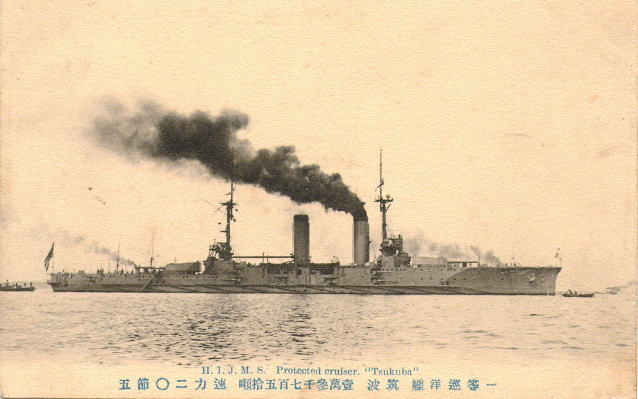
戦中に建造された筑波型巡洋戦艦 筑波
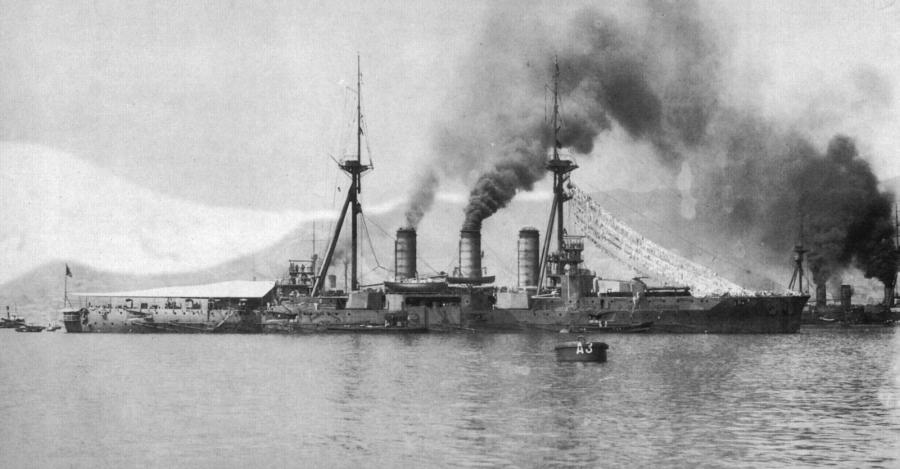
戦中に建造された鞍馬型巡洋戦艦 鞍馬

日露戦争終結後の1907年（明治40年度）以降に軍備拡張を計画し、7ヵ年計画で補充艦艇製造に7657万円を計上し、艦船の補修整備、戦利艦艇の維持費などを含めて1907年（明治40年度）から1917年（明治50年）までで海軍は3億5143万7402円計上した。
しかし、1911年（明治44年度）には列強海軍の趨勢を鑑みて、計画を変更し軍備充実のため同年度以降に6ヵ年計画に8200万円を追加した。以上をもって海軍は総計4億3400万円を計上し、日露戦争前の1903年（明治36年）時点で艦艇数76隻25万8000トンが1912年（大正元年）末には127隻57万9000トンに達した。

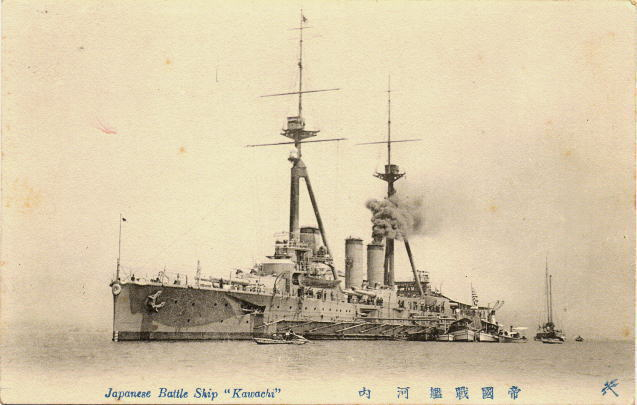
軍備拡張（1907年）で建造された河内型戦艦 河内
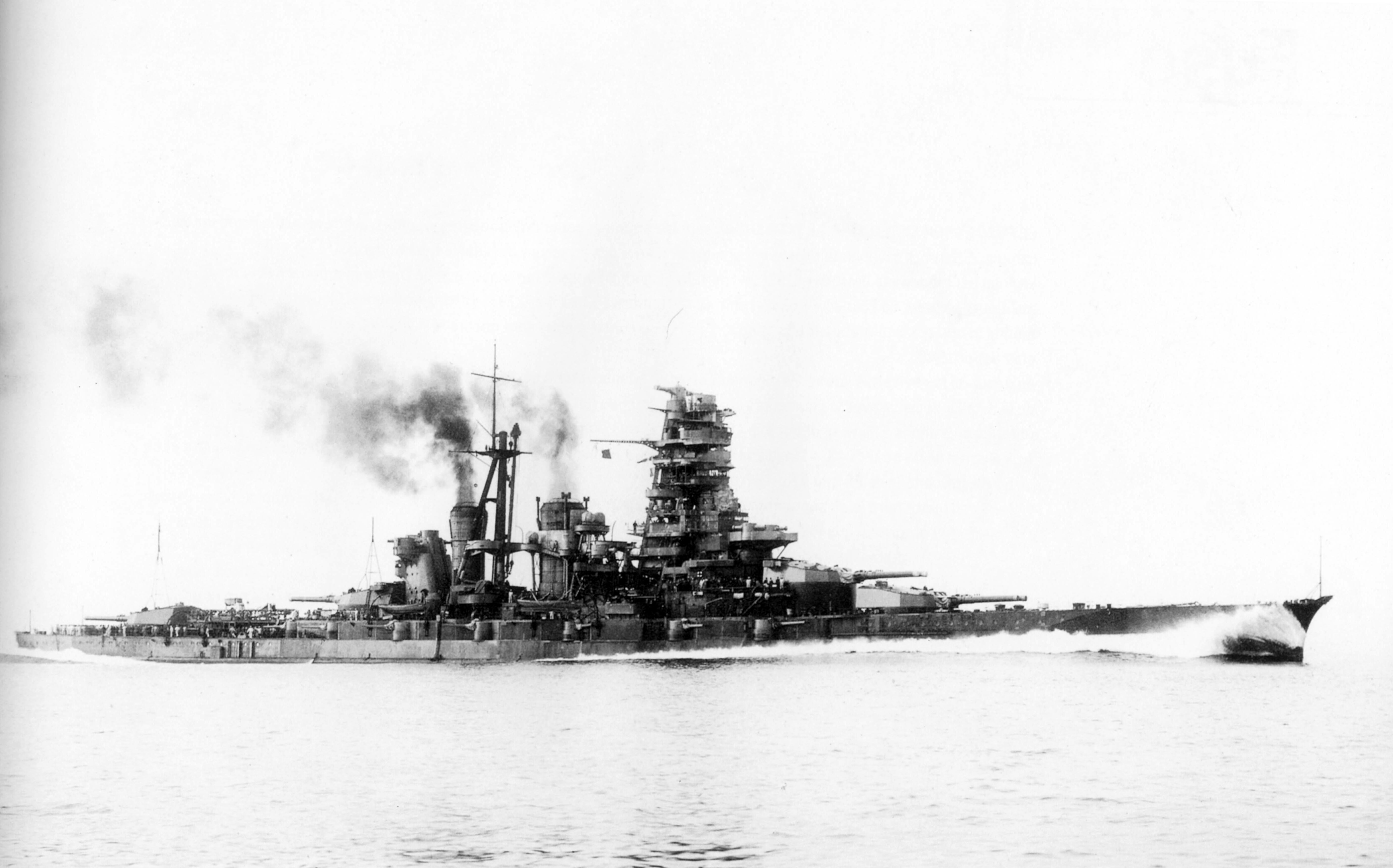
軍備拡張（1907年）で建造された金剛型戦艦 金剛姉妹艦の比叡、榛名、霧島共々1911年に装甲巡洋艦から巡洋戦艦に計画変更

#### 陸軍
陸軍は日露戦争中に本土駐留師団の払底から臨時軍事費によって第13～16師団の4個師団を新設し常備軍に編入した。日露戦後の明治39年、陸軍はこの4師団の維持費として1000万円を計上し17師団体制へと移行した。翌明治40年、4年計画での4師団完成のための費用3251万円を、さらに2個師団の増設と二年現役制を導入し平時兵員の増強を図りこの費用として7798万円を計上した。また二年現役制の導入による経常経費数百万円の増加などによって、明治40年度から明治50年度までで陸軍は3億5054万4554円計上した。この結果、日露戦争前は13個師団、平時15万人、戦時60万人の体制から、19個師団、平時25万人、戦時200万人の体制を構築した。

### 第一世界大戦・シベリア出兵

#### 第一次世界大戦

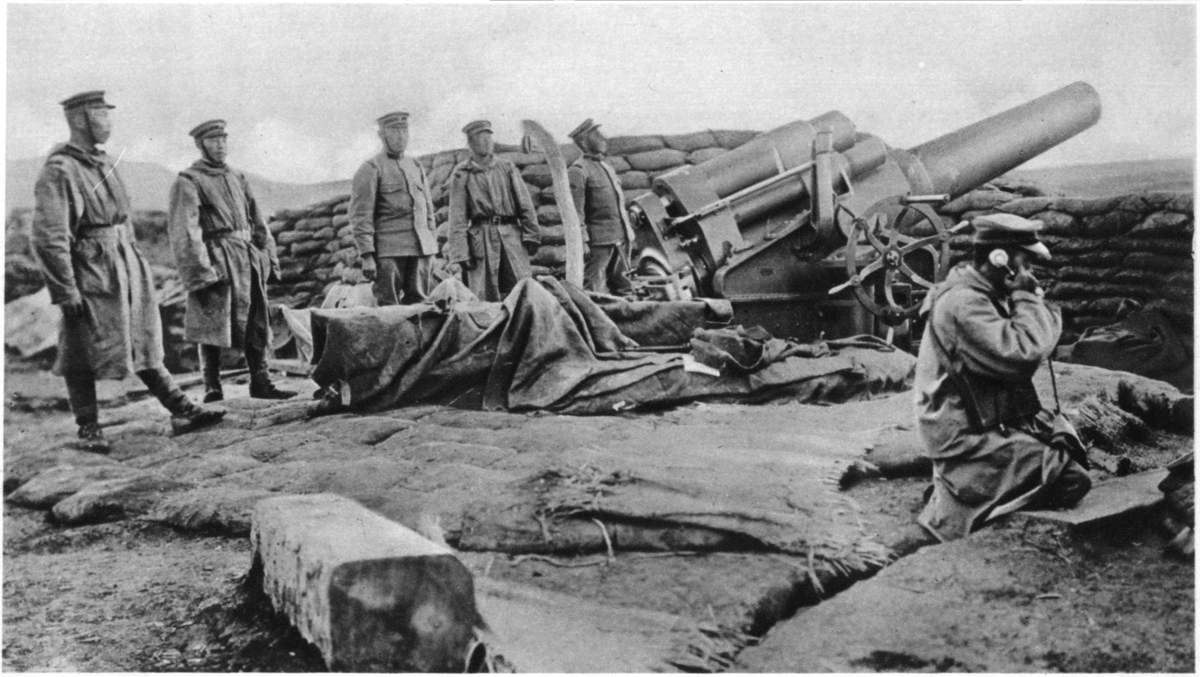
四五式二十糎榴弾砲で青島要塞を砲撃する日本陸軍

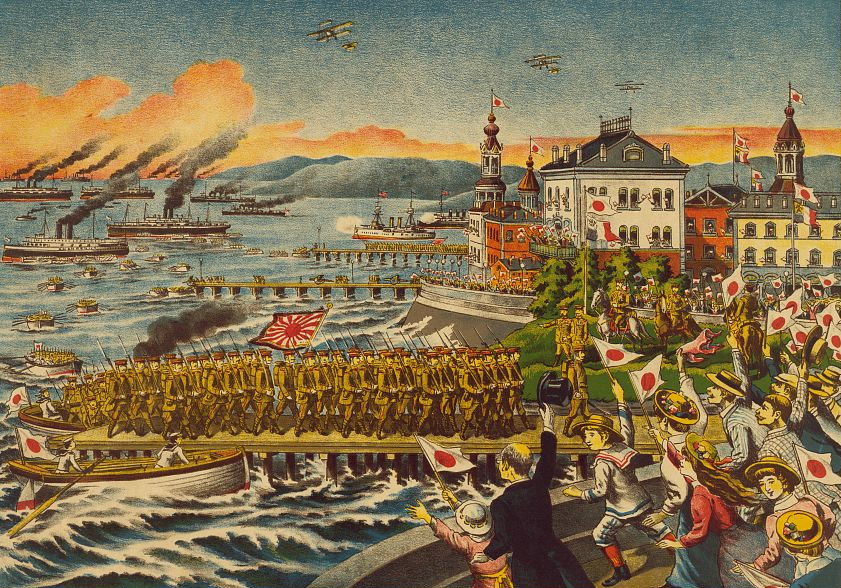
シベリア出兵を伝える日本の画報（救露討独遠征軍画報）

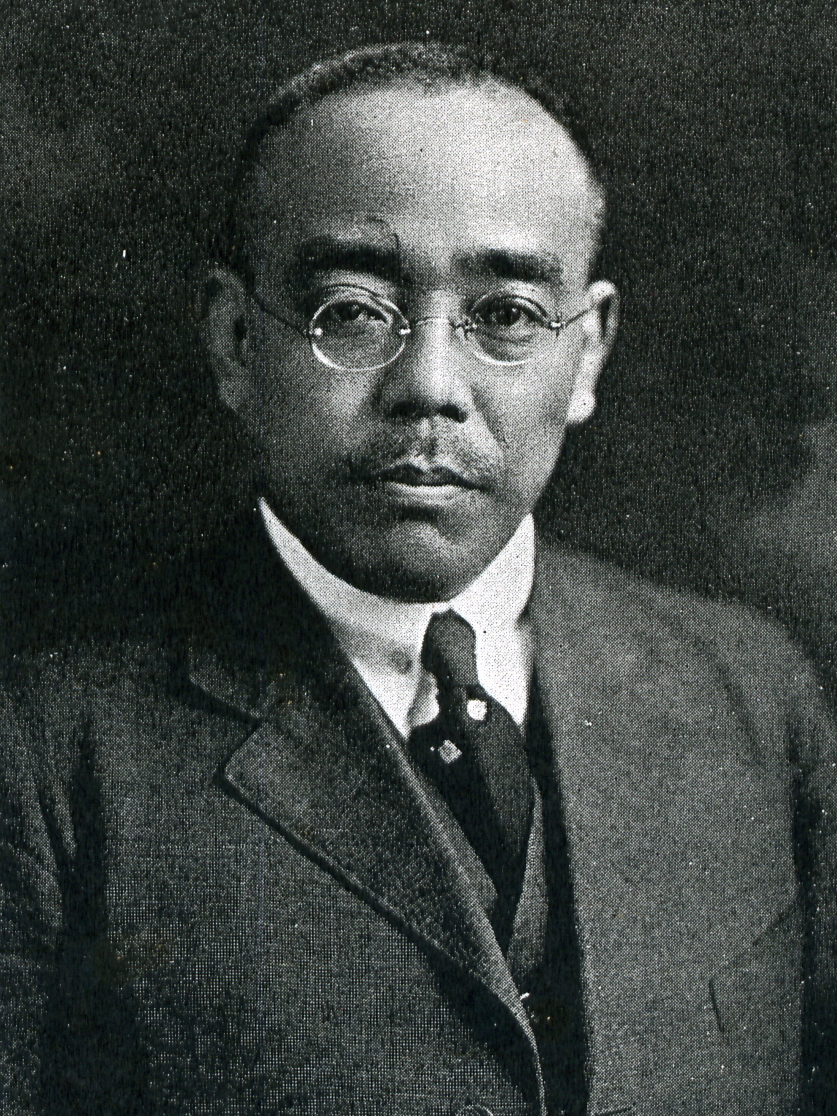
大戦景気による三大船成金の一人、内田信也

大正3年7月、欧州において第一次世界大戦が勃発すると、政府は戦火の東アジアへの波及を考慮し、陸海軍の整備のために、一般会計および国庫余剰金から海軍に281万8000円を、陸軍に301万4000円を支出した。8月23日、日英同盟の下に日本はドイツ帝国に宣戦を布告をするにあたり、陸軍に国庫余剰金から668万6900円を支出した。
参戦すると、9月3日、第34回帝国議会を召集、国庫余剰金を財源として臨時軍事費予算5100万円を成立させた。この予算をもって日本は東アジアにおけるドイツの根拠地であった青島に軍を派遣、これを占領した。また、政府は前例に倣って臨時軍事特別会計を設置し、戦争の終結までを1会計年度として整理することとした。最初、第一次世界大戦を目的とした特別会計であったが、結局後述のシベリア出兵の大正14年4月に至るまでの遠征費用までを包含することとなった。
また、この間に海軍はインド洋および太平洋などに出勤し、ドイツ海軍を駆逐した。開戦数ヶ月で東アジアにおける日本の攻撃目標は達成されたが、欧州戦局の激化とともに連合国の商船がドイツの無制限潜水艦作戦によって多大な被害を受けるようになってきた。そのため日本は大正6年以降、警備の為に艦隊をインド洋、地中海などに派遣した。

#### シベリア出兵
他方で大正6年、ロシア革命により帝政ロシアが崩壊、ソビエトロシアが成立するとロシアはドイツと単独講和した。これに対し連合国はソビエトロシアと国交を断絶した。そんな中、ロシア軍の下でドイツ軍と交戦状態にあったチェコスロバキア軍団はロシア軍を離れシベリアを経由し西部戦線への転戦を図ったが、シベリア地方において赤軍に阻止される状況に陥る。連合国はこれを救出するために大正7年4月にシベリアへ出兵した。
大正9年には目的は達成し日本を除く各国軍は撤兵した。しかし、朝鮮および満州に権益を持つ日本は極東シベリアの政情の安定と現地居留民の保護を名目として撤兵をしなかった。北樺太の軍事占領などをしたが、シベリア方面では大正9年12月以降、撤兵を開始、大正11年10月には撤兵を完了した。北樺太においても大正11年10月以降に徐々に撤退し大正14年5月までにはすべての撤兵を完了した。
このようにして大正3年8月から足掛け約10年の間の派遣地域の拡大と共に戦費も増大し、大正4年第36回帝国議会において臨時軍事費の第一次追加予算が可決されると、大正15年第45回帝国議会の第十一次追加予算までに合計7億377万6992円を支出した。この戦費増大には国庫余剰金での対応に限度がありったが、大戦景気による租税などの予定外の増加で大規模な増税を行うことはなかった。結局、戦費は合計8億8166万1753円を支出した。

### 軍縮期

#### ワシントン海軍軍縮条約

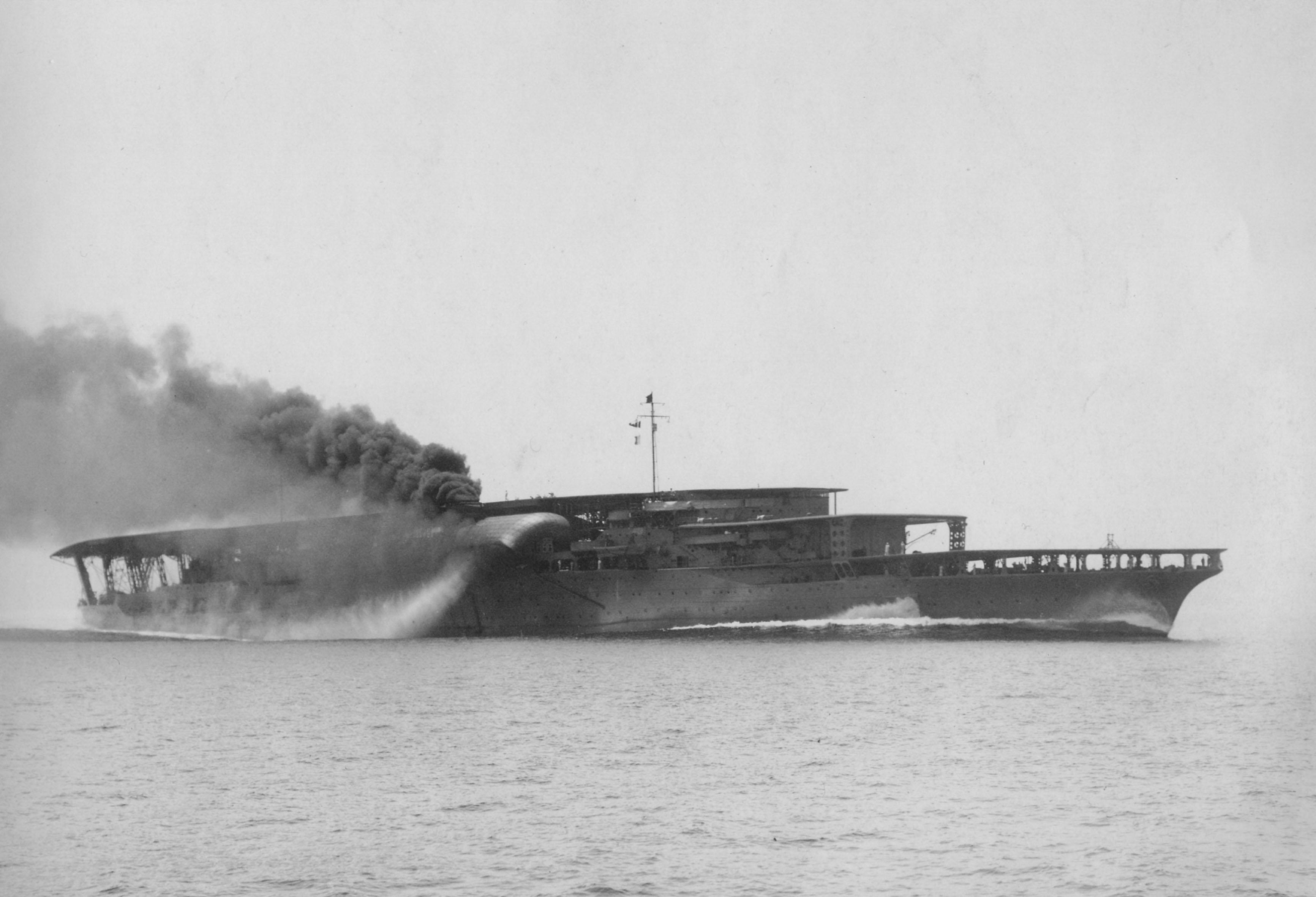
新造公試における3段甲板の航空母艦 赤城、天城型巡洋戦艦として建造されていたがワシントン海軍縮条約にによって建造を中止、保有制限内の空母に改造

一次大戦期の大戦景気は1920年（大正9年）3月の株式市場の急落に端を発した戦後恐慌をもって不況に転換、不景気のなか大正10年10月に立った高橋是清内閣は緊縮財政方針を採り、行政費用の低減に努めた。そのため陸軍は1022万円、海軍は1億0,677万の予算削減を行った。
1921年（大正10年）11月からワシントン会議が開催され、列強五カ国の軍備制限が議論された。翌1922年（大正11年）ワシントン海軍軍縮条約が締結する。ワシントン会議の結果、米英日仏伊の海軍比率は5:5:3:1.75:1.75に決され総トン数以上の軍艦の取得が制限され、制限以上の軍艦は沈没解体処分することとなった。同時期に国内世論も軍縮を求め1922年（大正11年）3月、第45回帝国議会において衆議院は満場一致で海軍の軍備縮小を陸軍においては兵役を1年4か月に減じ、経費4000万円の削減の建議案を可決した。斯くして、1922年（大正11年）6月、高橋内閣の総辞職に代って立った加藤友三郎内閣は予算案において1923年（大正12年）8月の軍縮条約の施行に前倒して海軍軍備の制限および、陸軍軍備の整理縮小を断行した。
海軍においては八八艦隊計画による建造中の戦艦及び巡洋戦艦の建造を中止するとともに、順次16隻の旧式艦の廃棄処分を実行し、経費削減のために軍港2、要港3の廃止を実行した。これによって整理された人員は准士官以上1750名、下士官及び兵1万1900名に達した。この結果、海軍は1923年（大正12年度）予算上で4221万円の削減を、建艦費用などで数年にかけて支出する継続費1億4221万円を削減した。

#### 山梨・宇垣軍縮

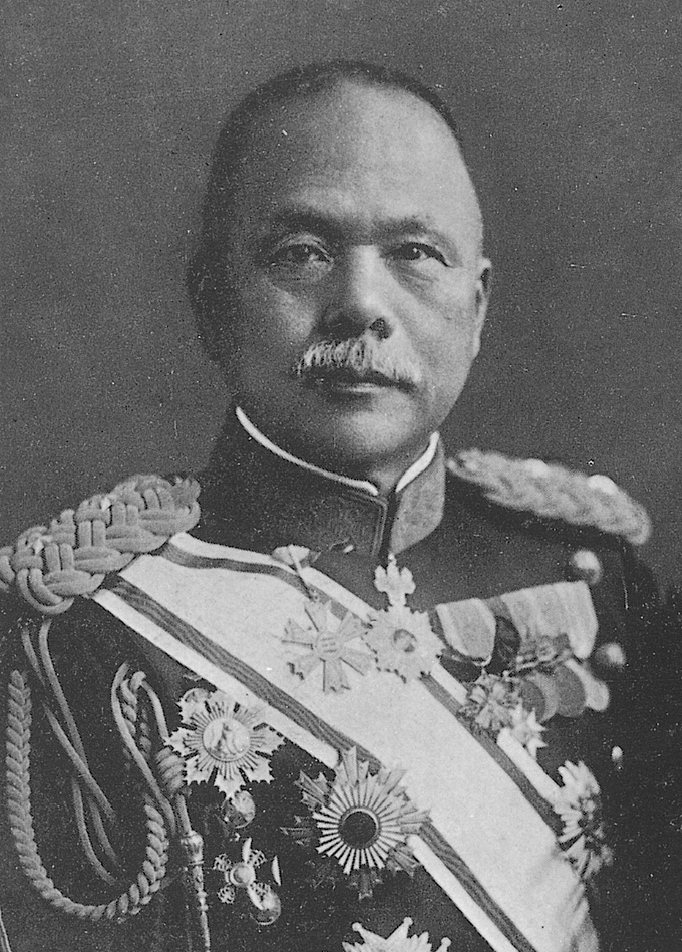
宇垣一成陸軍大臣

軍備制限は海軍に関する者であったが、関連して加藤友三郎内閣は山梨半造陸軍大臣の下に陸軍軍備の整理縮小を断行した。これによって兵卒の入営期間を40～50日短縮し、人員及び馬匹の整理を行い戦時戦力にして将校1800名、准士官以下53500名、馬匹1万2600頭の5個師団に匹敵する平時兵力を整理した。また、戦時戦力に影響の少ない部隊及び教育施設の整理などで将校400名、准士官以下6500名、文官70名、馬匹400頭の減少を達成した。その結果、陸軍は1923年（大正12年度）予算上において2420万円の削減を、継続的に支出する国防充備費を改訂するなどで数年にかけて支出する3億5580万円を削減した。
1923年（大正12年）9月1日に発生した関東大震災の復興費用の捻出のため、1924年（大正13年）6月に成立した加藤高明内閣は行政整理を実施した。同時に陸軍は軍備整理と装備の近代化を宇垣一成陸軍大臣の下に行うこととし、行政整理とは別に軍備整理を行った。この軍備整理で4個師団を削減し、輜重兵部隊の改編、軍馬補充部の整理を行い、官衙学校の改編などによって1925年（大正14年度）予算で1294万円の削減を実行。新規軍備計画に1億4126万円を以て、1925年（大正14年度）から1932年（大正21年度）の8ヵ年に航空部隊の充実、戦車隊、高射砲隊の新設、化学兵器の研究施設、兵器・装備の更新、化学応用諸設備、通信教育及び研究、自動車学校の新設等の施策を実行した。これは人員は将校1200名、准士官以下3万6000円を減少した。結局、削減と新期予算が相殺し予算上の節約効果はなかった。

#### ロンドン海軍軍縮条約と統帥権干犯問題

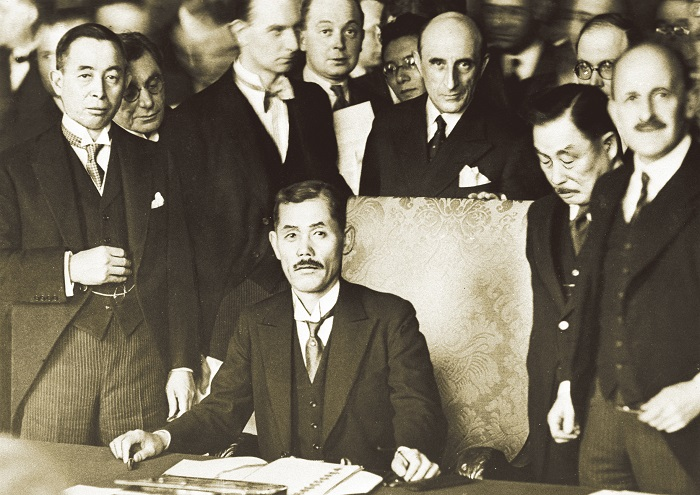
ロンドン海軍軍縮条約に調印する若槻禮次郎全権

1928年（昭和3年）6月4日、張作霖爆殺事件が生じると立憲政友会の田中義一内閣が倒れ1929年（昭和4年）7月2日濱口雄幸内閣が成立した。
1930年（昭和5年）4月、ロンドン海軍軍縮会議が開かれ、日本はこの会議に若槻禮次郎・財部彪を全権として派遣し、英米仏伊と軍縮の方向で妥結した。しかし、海軍の一部は軍縮に反対運動を展開、これを野党立憲政友会が統帥権干犯問題として政治問題に発展させ政権批判に利用した。浜阿口内閣はこれを押し切って調印したが、濱口雄幸は右翼青年に銃撃された傷が基に死亡する。濱口の後を継いだ第2次若槻禮次郎内閣は濱口内閣の緊縮、軍縮政策を継承した。
ロンドン海軍軍縮条約はワシントン海軍軍縮条約を継承し、1936年（昭和11年）までの主力艦の建造の休止、補助艦艇保有量の制限を定め、超過する艦艇の処分が必要とされた。1931年（昭和6年）予算において軍縮条約に基づいた予算が策定され、主力艦の建造は1936年（昭和11年）まで延期、補助艦艇保有量の削減によるに条約の範囲内を超える艦艇の建造延期、中止が行われた。この結果、1936年（昭和11年）までの建艦予算5億800万円が1億300万円に削減された。
しかし、この4億円の使途について、海軍は航空戦力の充実、艦艇の整備などに使用すべきと主張し1931年（昭和6年）予算で第一次補充計画に5億2500万円、元々の建艦予算5億800万円を超える要求をした。これに対して大蔵省は3億7400万円に減額し、結局1億3400万円の削減は減税費用に充てられた。

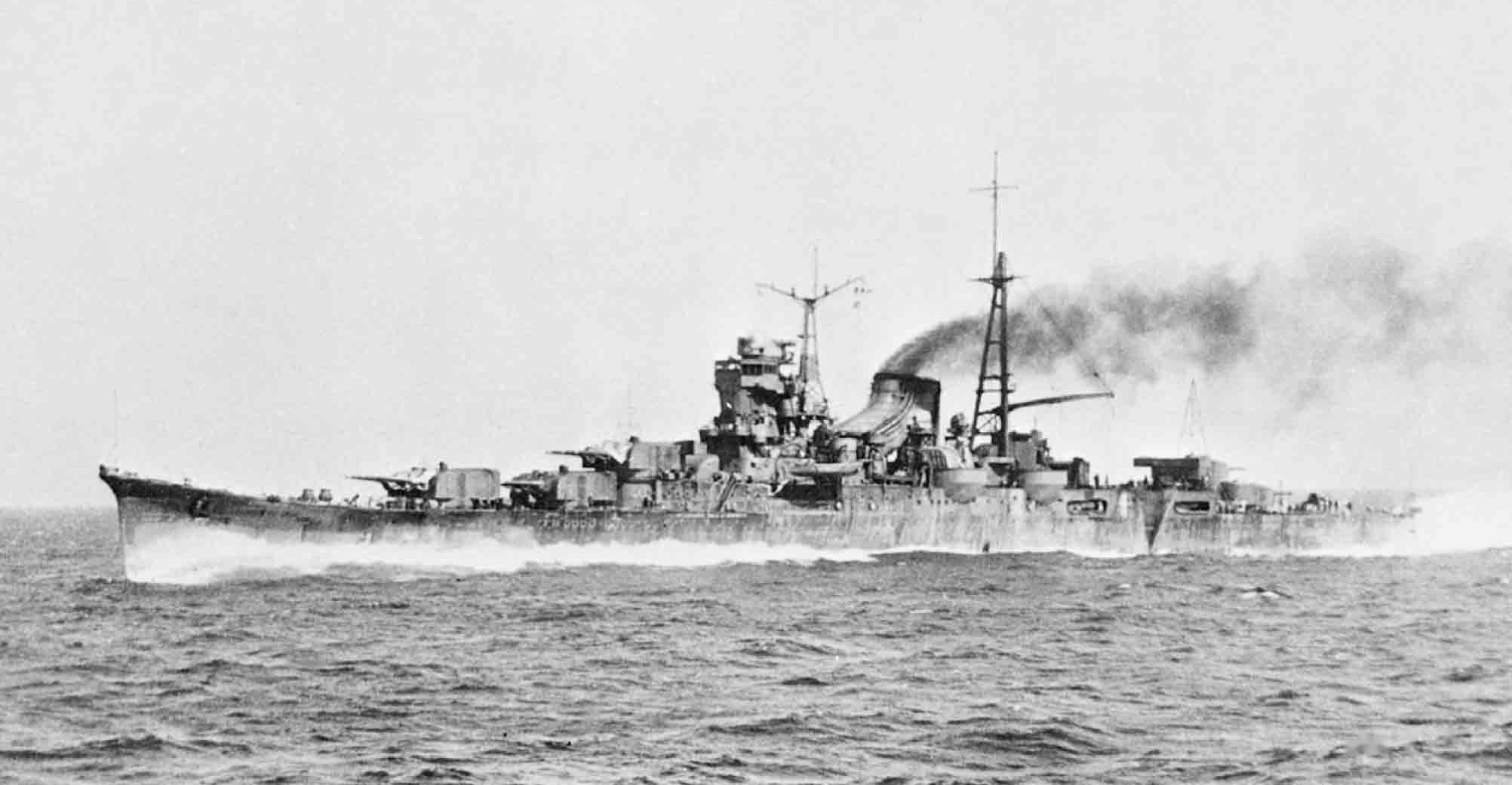
条約制限内艦艇の最上型重巡洋艦 最上
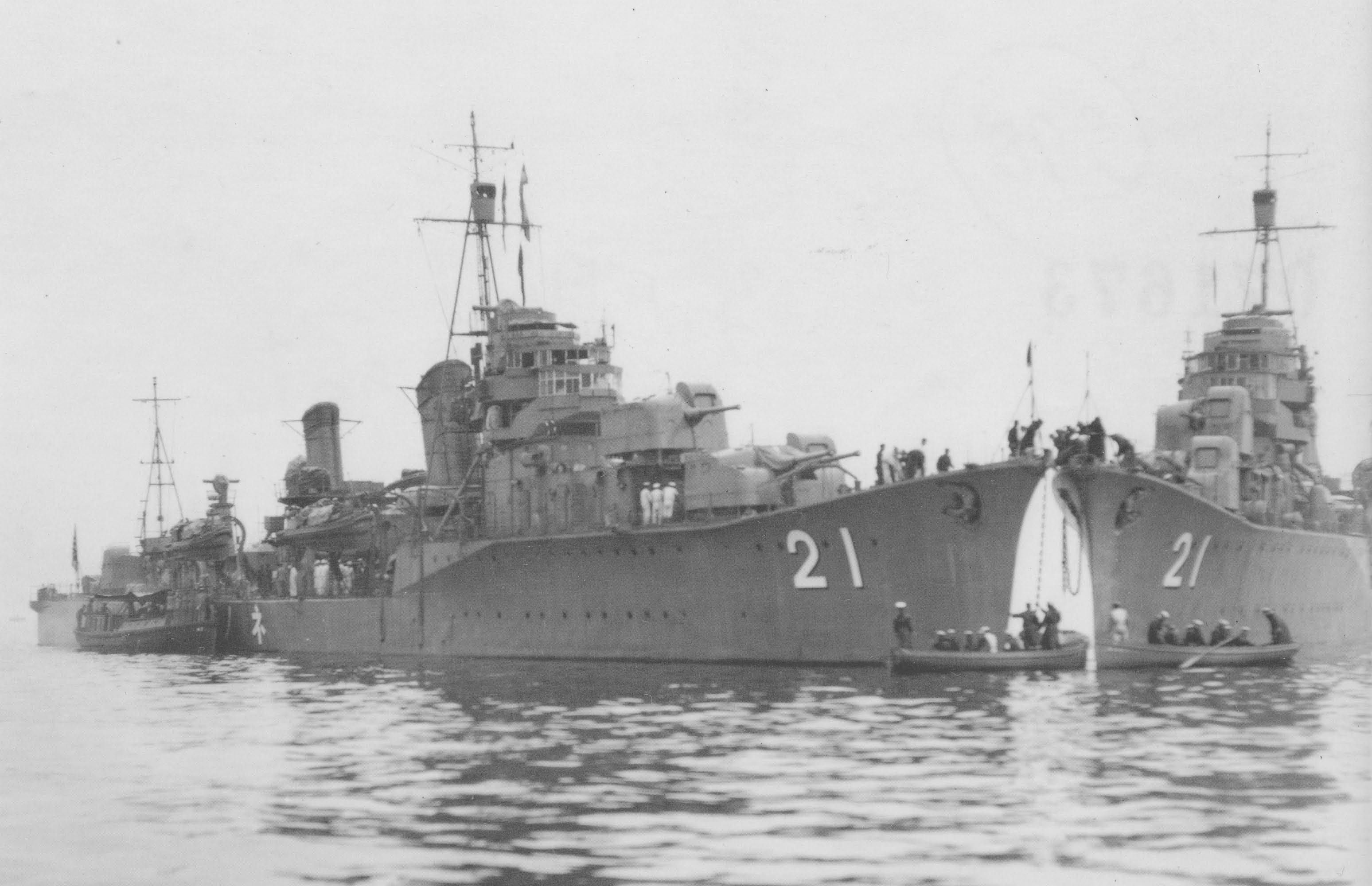
条約制限内艦艇の初春型駆逐艦 初春（左）および子日（右）
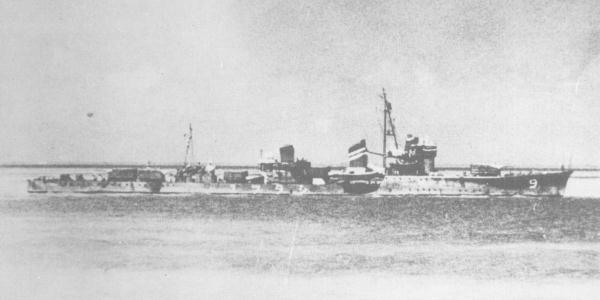
条約制限内艦艇の白露型駆逐艦 白露

### 満州事変
1931年（昭和6年）9月18日、柳条湖事件を発端として、満洲事変が発生した。当初、局地的な事件と処理され、予備金の支出でその派兵費を賄う方針であった。しかし、徐々に自体は発展し、予備金で間に合わなくなってきたために、勅令を以て公債借入金によって7000万円の財源を確保した。
事件が発展すると早急な撤兵が困難になり、1932年（昭和7年）3月に満洲国の独立と共に、駐留予算として、1932年（昭和7年度）には2ヶ月分の費用6700万円が計上され、6月には8月までの1億6000万円が追加された。同年9月15日に日本政府と満州国政府間の議定書によって日本軍の駐留、事件費の継続的支出が確定的となった。ここに満州事件費は事件費という性格から駐留経費という性格になり、経常的な軍事費として計上されるものとなった。結局、1932年（昭和7年度）末までに2億8900万円が事件費として計上された。1937年（昭和12年度）まで継続して満州事件費が計上され、年に約2億円の財政負担を継続的に生じた。

### 満州事変期の軍拡計画と二・二六事件

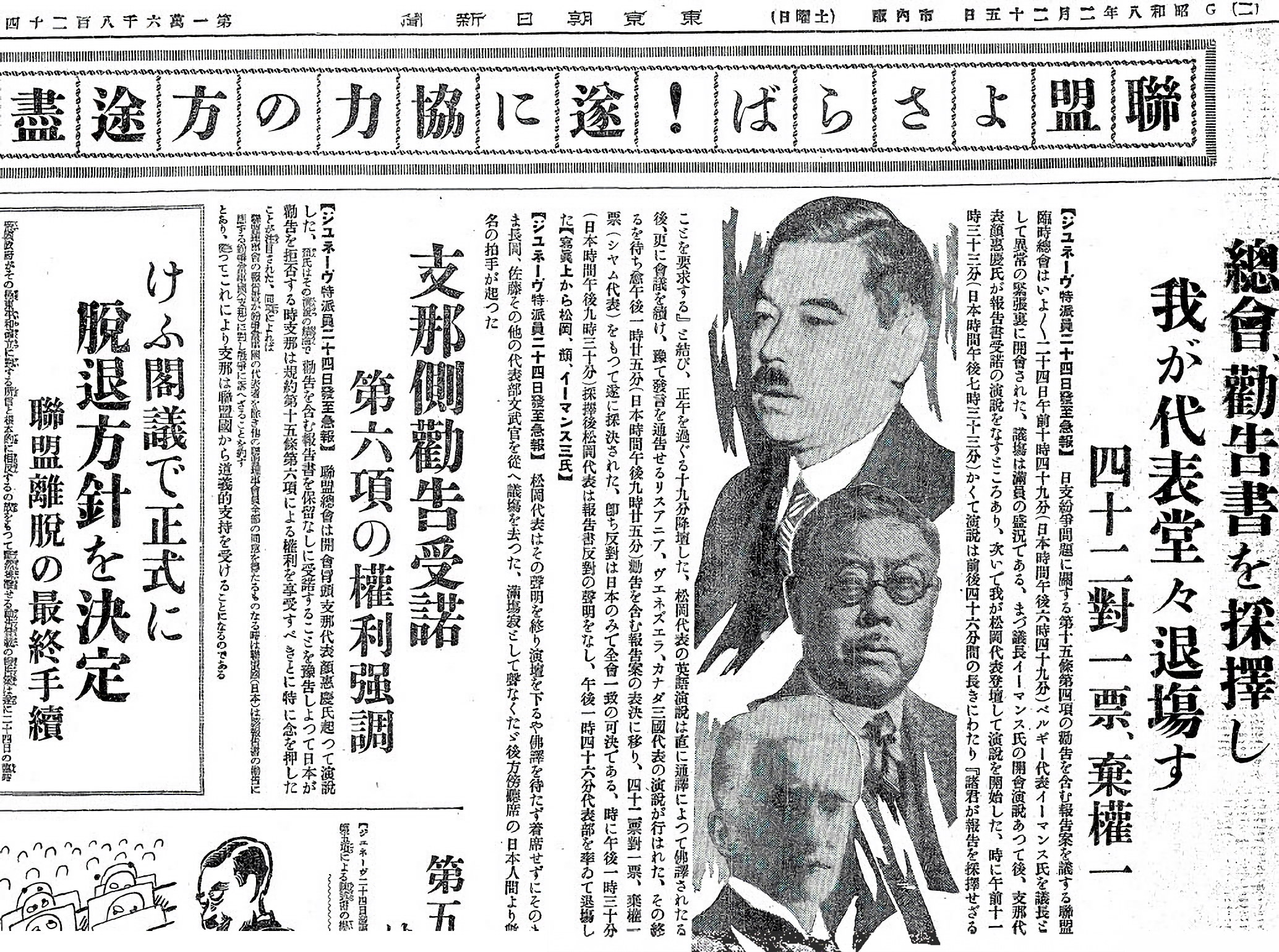
国際連盟脱退翌日の東京朝日新聞昭和8年2月25日朝刊2面

#### 陸軍軍制改革問題
1929年（昭和4年）、濱口内閣の宇垣一成陸相は軍制改革調査会を設置し調査を始めたが、調査の途中で濱口内閣が倒れ、陸相の交代と共に軍縮は立ち消えとなった。1931年（昭和6年）5月、陸軍三長官会議で軍制改革問題が討議されると、経費削減より経費の増加で、装備の近代化が必要であると結論づけられた。
この結論は国防上の諸条件に変化のないことが前提であったが、1931年（昭和6年度）満州事変による状況の変化、満州駐留による国防範囲の拡張は、陸軍の軍備増強の要請に繋がった。満州問題で対立し、日本が国際連盟を脱退し国際的な孤立を深めると、陸軍の軍備増強がより強い主張となった。

#### 海軍補充計画
1931年（昭和6年度）に軍縮による削減費用を利用した海軍の補充計画は後年度に重点を置いていた。しかし同年、満州事変後の日本の国際的孤立と、陸軍軍備充実の要請と共に、海軍の軍備拡張の声も大きくなった。海軍は1933年（昭和8年度）に第二次補充計画を立てたが、国庫の余裕はなく要求は退けられ政治的折衝によって4500万円を既存計画へ充当するにとどまった。
しかし、1934年（昭和9年度）予算で第二次補充計画が実現し、航空母艦2、巡洋艦2、駆逐艦14、潜水艦4などの建造が計画され、このための製造費4億3200万円が計上された。これと共に艦船の改装計画を追加要求し、装備の充実、8個航空隊の増設4500万円が予算化された。

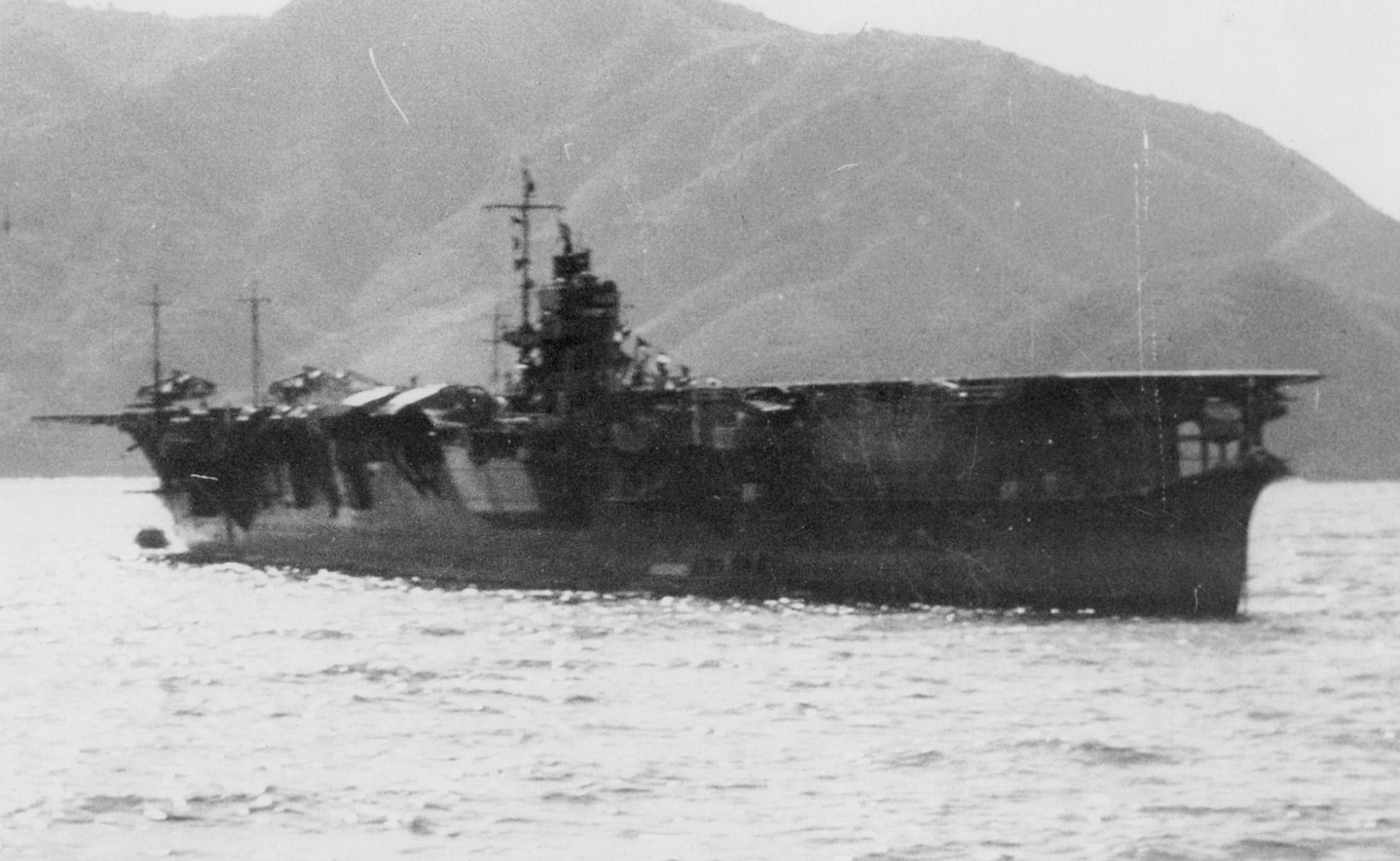
第二次補充計画で建造された蒼龍
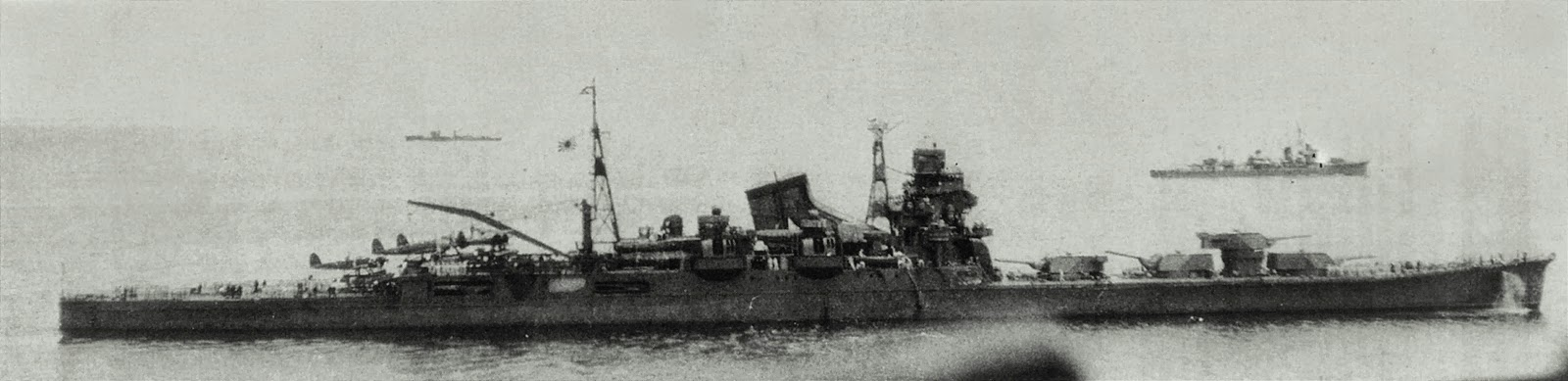
第二次補充計画で建造された利根型重巡洋艦 利根

#### 二・二六事件

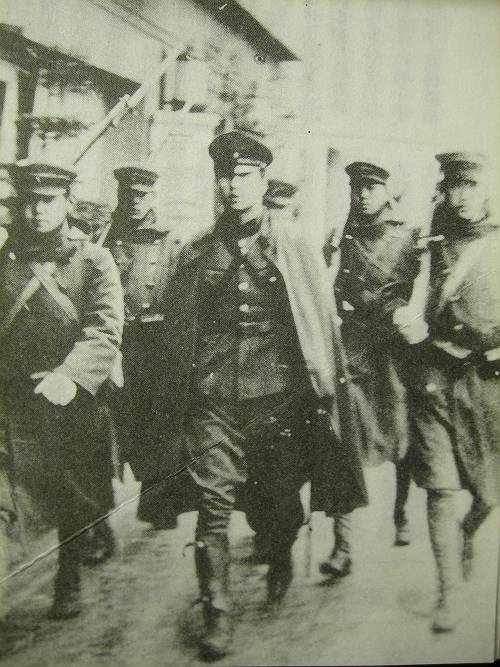
叛乱軍の栗原安秀陸軍歩兵中尉（中央マント姿）と下士官･兵

二・二六事件事件が発生し、強硬な陸海軍の予算要求を抑えていた高橋是清蔵相が死亡した一方で、政治に対する軍人の発言力が増大し、軍事費の増大を抑える力は失われた。
岡田内閣の後、1936年（昭和11年）3月9日に成立した廣田内閣は軍部の抵抗により組閣は難航し、新国防予算の実現を約束し、組織された。同年5月に軍部大臣現役武官制が復活すると軍部の発言力はますます強まり、昭和12年予算案では増税が断行され軍事費増大が図られた。しかし、帝国議会での予算審議の前に廣田内閣が総辞職、宇垣一成が組閣に失敗し、林銑十郎内閣が成立した。
1937年（昭和12年度）予算は30億円を超える膨張をし、陸軍の国防充備計画には9億円、兵備改善計画1億に2700万円、航空部隊等改編計画に3億5200万円など14億円が措置された。また、海軍は同年にロンドン海軍軍縮条約が期限満了することから、第三次補充計画を計画し、艦艇製造費8億6000万円、艦船改修費1億1000万円、航空隊設備費7500万円など11億6000万円を要求した。また、艦船の増備と航空隊の増設などによる経常経費の増加が著しく、1937年（昭和12年度）は1931年（昭和6年度）の倍近い2億7100万円を計上している。
結局、軍備充実と満州事件費は予算上で1931年（昭和6年度）予算の4億5400万円から1937年（昭和12年度）予算の14億1000万円までに著しく増加し、この殆どは公債で賄われた。

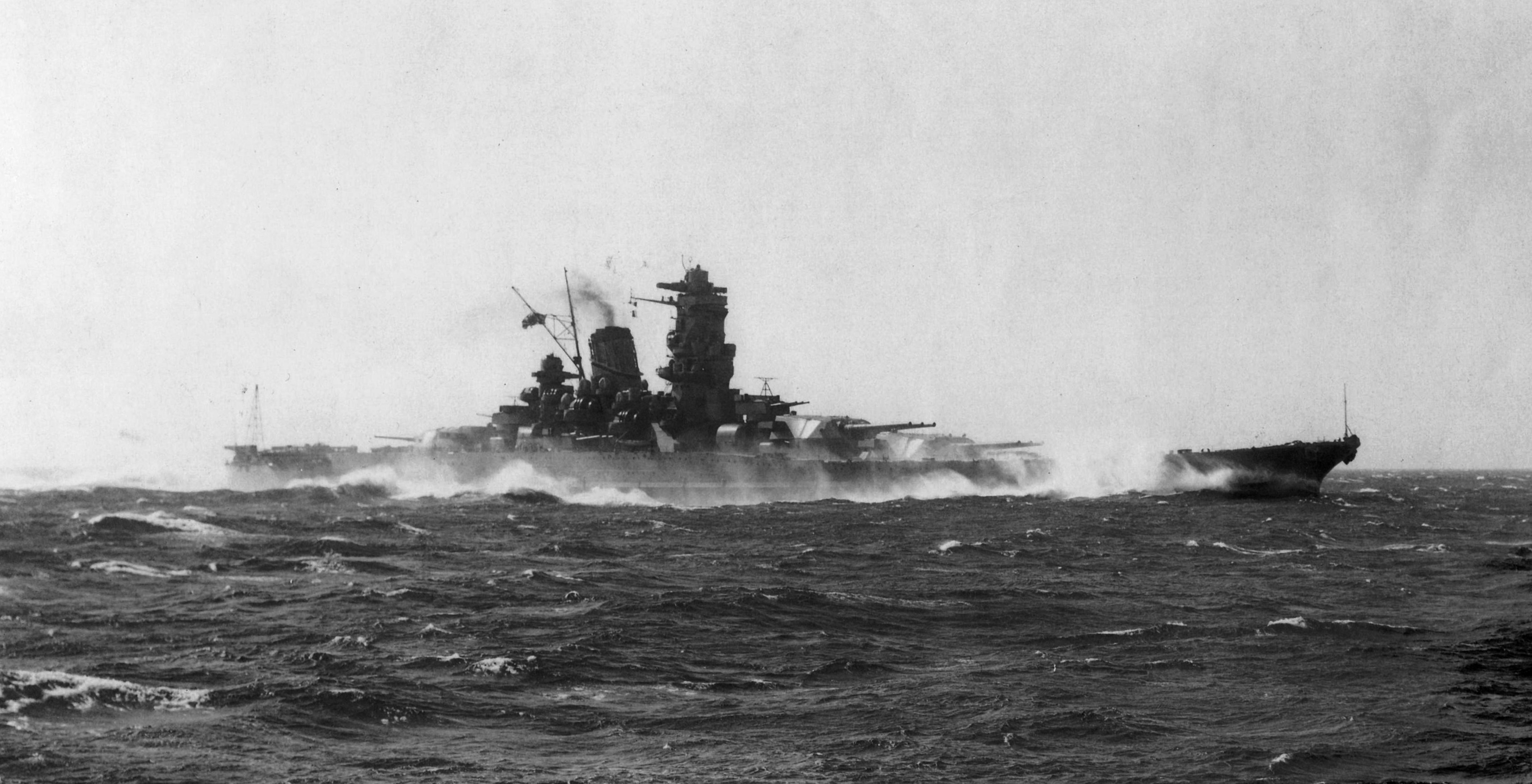
第三次補充計画で建造された大和型戦艦 大和
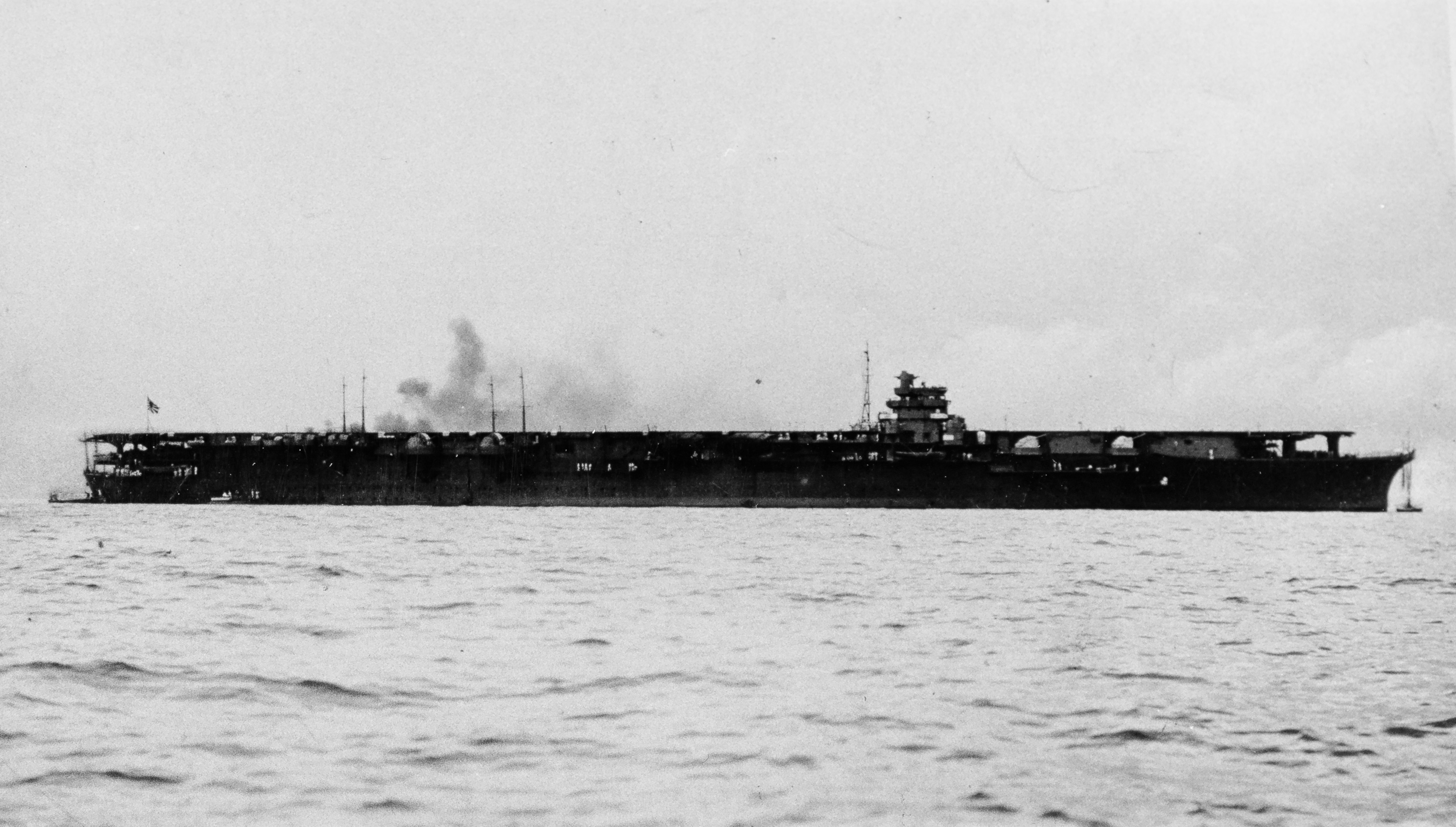
第三次補充計画で建造された翔鶴型航空母艦 翔鶴

### 日中戦争

近衛文麿

1937年（昭和12年）6月4日、林内閣に替って第1次近衛内閣が成立した。近衛内閣は当初国民経済の回復を優先したが、同年7月7日に盧溝橋事件が勃発した。内閣は不拡大方針を決定し、事件費として1010万円を決定。しかし事件は解決せず小競り合いと交渉が続いた。
大蔵省は当面の経費として9600万円の予算を決裁し、財源は国庫余剰金と公債で賄った。同年7月27日、第71回帝国議会において1億1700万円の追加予算を決議した。事件は拡大し、追加予算を必要とし4億1900万円が追加された。財源は北支事件特別税1億500万円と公債金などで賄われた。
不拡大方針にかかわらず戦闘は激化し、1937年（昭和12年）9月の第71回帝国議会の修了の頃には戦費の追加が必要となった。臨時招集された第72回帝国議会では事変期間を1会計年度とする臨時軍事特別会計を設置した。臨時軍事特別会計に計上されたここまでの事件費の合計は時点で25億2900万円に達しており、さらに公債によって20億2200万円の莫大な事件費を要求した。

#### 戦争の長期化と戦時体制

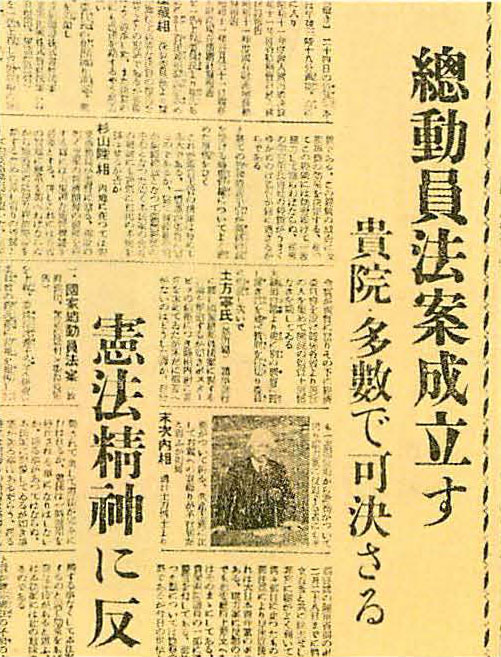
国家総動員法成立を報じる新聞1938年（昭和13年）

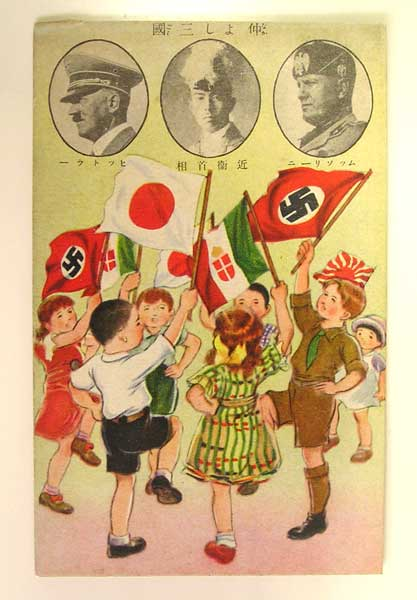
日独伊三国防共協定の絵葉書（1938年）

トラウトマン和平工作などの和平交渉を試みていた近衛内閣であったが、国内の諸政治勢力がまとまらず1938年（昭和13年）1月に和平工作はとん挫した。内閣は戦争の長期化を前に、2月、第73回帝国議会に戦費を臨時軍事費追加予算第一号として提出した。その額、48億5000万円と前年の倍、一般会計を上回る巨額の追加予算が3月に成立した。この時点での臨時軍事予算の総額は74億円に達し、既に日露戦争時の5倍、満州事変時の4倍という途方もない額に達し、この9割は公債によって調達された。
この長期化の中、1938年4月に国家総動員法を成立させ、本格的な戦時体制の構築が行われていった。そのような時期の第74回帝国議会で臨時軍事費追加予算第一号の第二次追加、46億500万円が成立。他に、臨時陸軍材料資金特別会計が新たに設けられた。これは現地の軍需品の材料および原料を取得し、取得した資本を陸軍の所管資本として会計した。
不拡大方針を基に戦争の早期終結を探っていた近衛内閣が1939年（昭和14年）1月に総辞職する。政府内部の対立が解消できず平沼内閣、阿部内閣が倒れ、1940年の第75回帝国議会の休会中に米内内閣が成立した。このような中で臨時軍事予算追加予算第一号の第三次追加、44億6000万円が成立した。この年度で日本の国家予算は初めて100億円を突破した。
この時期、ヨーロッパではオランダ、フランスが相次いでナチス・ドイツに降伏した。その結果、西ヨーロッパ諸国はアジアの植民地に戦力を割けなくなり、これに乗じて、日本は1940年（昭和15年）9月に北部仏印に進駐し援蒋ルートを遮断した。
結局、近衛文麿を首班とする1940年（昭和15年）7月の第2次近衛内閣が「国防体制の完成、大東亜新秩序建設」を目標として成立し、また直ちに日独伊三国同盟を締結した。さらに1941年（昭和16年）1月に南部仏印進駐を企図すると米国は態度を硬化させ、日米通商条約を破棄した。そのため、日本は輸入に頼っていた軍需物資を国内で生産、調達する必要に迫られた。その陸海軍の軍需を背景として、国策会社の設立や産業振興のための補助金へ政府が出資することとなった。このようにして、陸軍省、海軍省所管の軍事予算だけでなく、農林省では食糧の増産、馬匹の改良、開墾、羊毛自給、商工省では鉄鋼、石炭、アルミ、ゴム、金、液体燃料の増産、生産技術の研究など、様々な省庁の所管事業に関する予算に関しても軍需を満足させるための戦時体制に向かい整えられていった。
そのような中で1941年（昭和16年）1月、第76回帝国議会で臨時軍事予算追加予算第一号の第四次追加で10億円が追加された。しかし、成立の1週間後、政府は次年度の予算として第五次追加予算、48億8000万円を議会に提出した。結局、1940年度中は第三次、第四次を合わせて54億6000万円が計上された。
この間、1936年（昭和11年度）～1941年度（昭和16年度）の国民所得は増加が2倍程度のである一方で、一般会計が7倍に膨れ上がった。その結果、各年度の歳入の大部分の4割程度は公債を以て調達され、公債累積額は1941年（昭和16年度）末には400億円に達した。

#### 軍備増強
陸軍は盧溝橋事件以降、ノモンハン事件でのロシアとの衝突、第二次世界大戦のヨーロッパ戦線の戦訓から軍備の近代化と機械化の急速な実現を要求するようになった。そのため1940年（昭和15年度）には4年間で11億2000万円の計画を追加し、さらに1億5000万円などを追加した。
海軍は1937年（昭和12年度）の第三次補充計画があり、艦艇の製造に8億6000万円を充てたが、昭和12年頃にに米国や英国が総計200万トンの軍備拡充を計画すると、日本海軍も1939年（昭和14年）に第四次補充計画が立てられ、戦艦2隻、航空母艦1隻、巡洋艦6隻など29万6000トン総額12億円を支出した。

このような軍備拡張によって陸海軍の経費は1936年(昭和11年度)においては一般会計と臨時軍事費の合計で10億8000万円で一般会計の5割程度であったが、1941年（昭和16年度）には一般会計だけで30億円、臨時軍事費を加算すれば約125億円となって、実に予算の7割以上を軍事費が占有する比率となった。

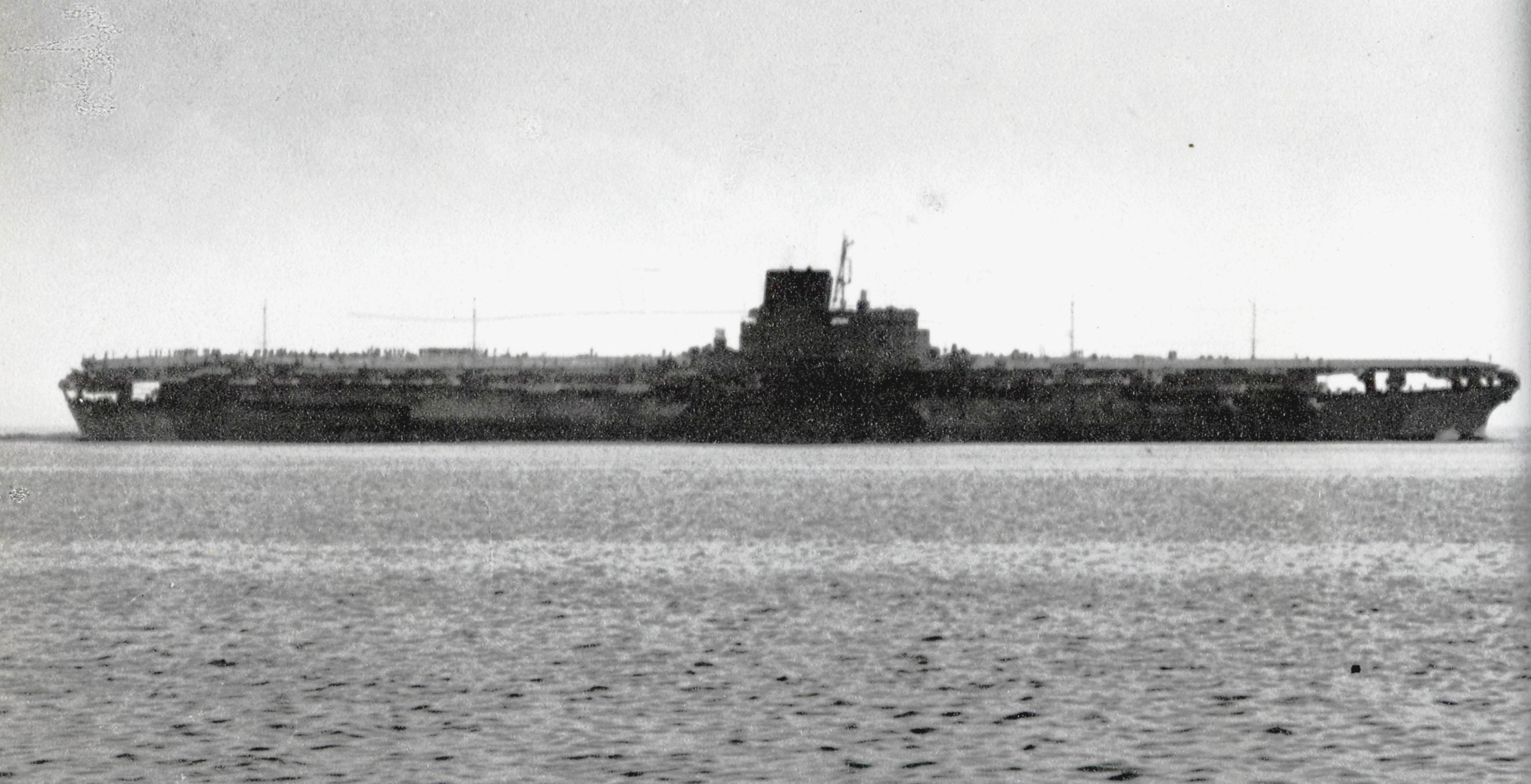
第四次補充計画で計画された大和型戦艦 3番艦信濃、空母に計画が変更され1944年11月に空母として竣工
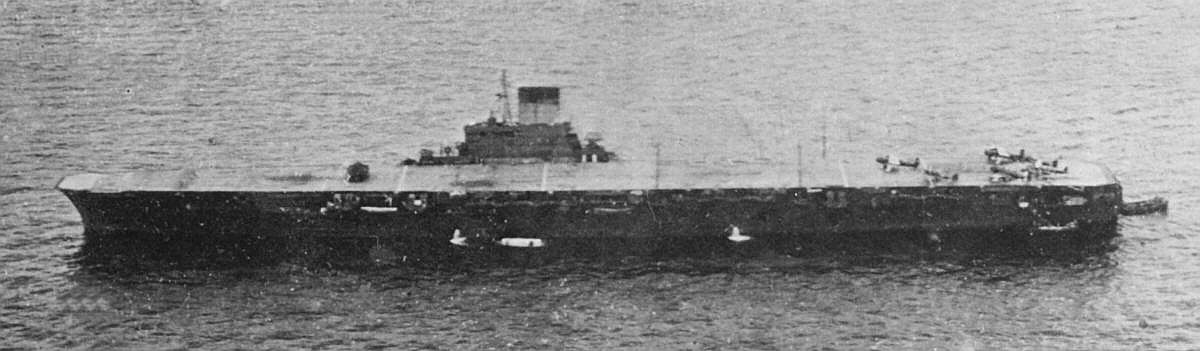
第四次補充計画で計画された大鳳型航空母艦 大鳳
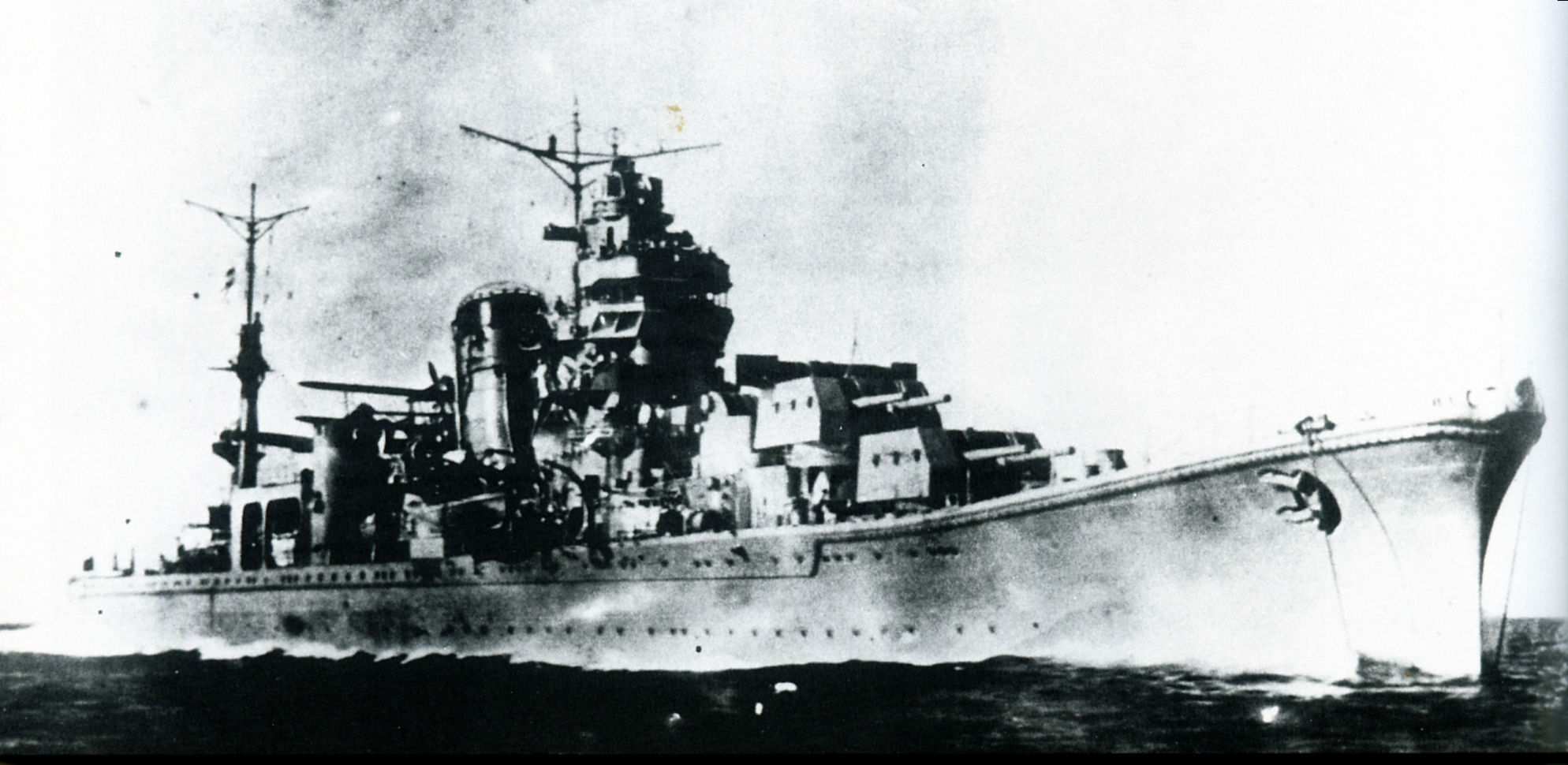
第四次補充計画で建造された阿賀野型軽巡洋艦 阿賀野
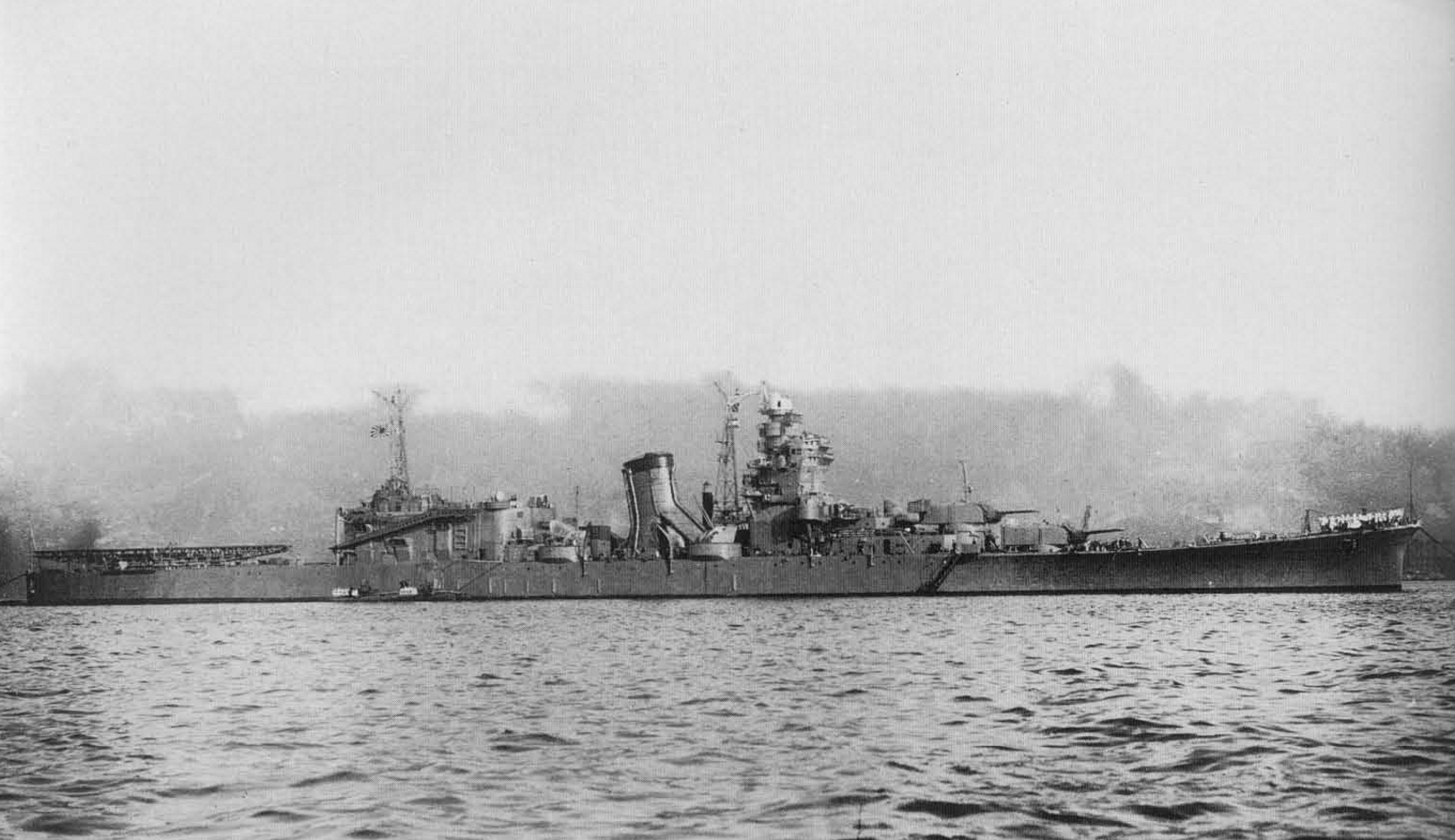
第四次補充計画で建造された大淀型軽巡洋艦 大淀

### 太平洋戦争

#### 1941年度（昭和16年度）

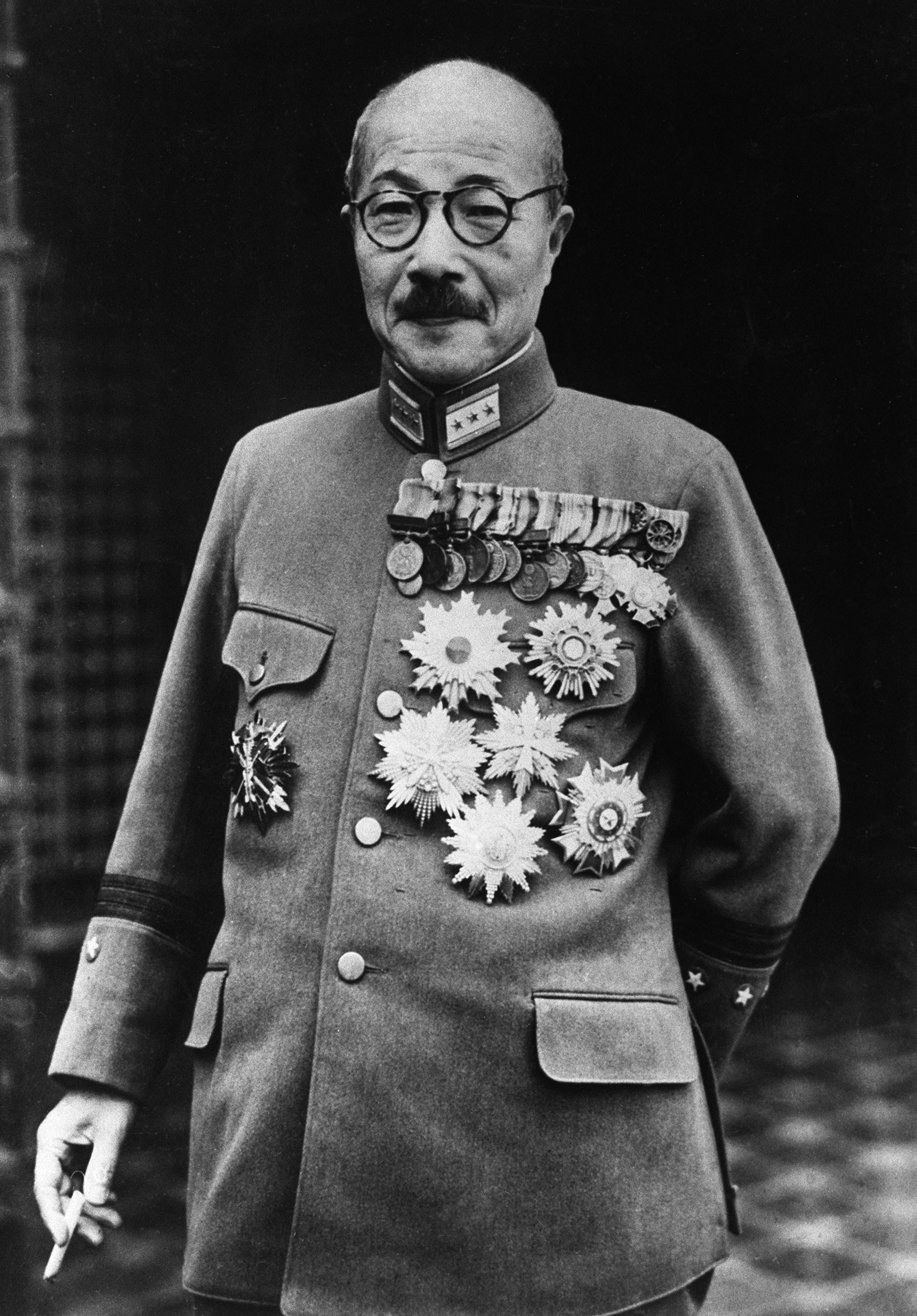
東條英機

1941年（昭和16年）1月から始まった日米交渉は紆余曲折を経つつも悪化の一途を辿った。南方進出が準備される一方で、独ソ戦の推移が日本の有利に展開した場合には対ソ侵略を始めることを決定し、そのために関東軍への大規模な動員が関東軍特別演習と秘匿され実施された。これには約10億円が費やされ、40万人から70万人へと人員が増強された。結局、独ソ戦は思うように進まなかった。
6月、南部仏印進駐を実施すると、米英蘭は日本人資産を凍結、日本への石油輸出を禁止した。この結果、9月に南方作戦が決定され、陸軍は満州朝鮮から兵力を引き抜き、南方作戦に転用された。
10月18日、東條内閣が成立し、大本営政府連絡会議及び御前会議において武力発動を12月初頭に行うと決定した。しかし、10月において臨時軍事費は使い切ってしまった。政府は臨時議会の開会を待てず、緊急の経費に充てるため11月1日と5日の2回に渡って、勅裁を経て1億9300万円の臨時軍事費予備費外予算超過支出を行った。
11月15日に召集された第77回帝国議会で政府が提出した臨時軍事費追加予算の第六次追加38億円が成立した。この時既に対米開戦が決定されており、事実上の開戦予算が成立した。
1941年（昭和16年）12月8日、帝国陸海軍は予定通りハワイ、マレー半島、シンガポールなどへの奇襲攻撃を行った。同日、直ちに第78回帝国議会の召集詔書が公布され、16、17日に開会された。1日目に政府は緊急に必要な戦費28億円を第七次追加として提出し、その日のうちに成立、翌日公布された。この結果、1941年度の臨時軍事費は第五～七次を合わせて104億8000万円を支出した。

#### 1942年度（昭和17年度）

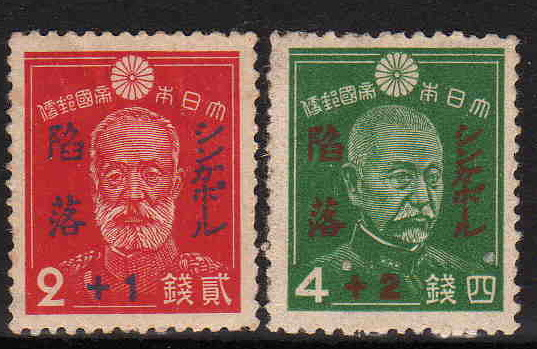
シンガポール陥落記念切手（1942年発行）

1942年（昭和17年）、前年末に召集されていた第79回帝国議会に更なる戦費として第八次追加予算を要求した。これは180億円に達し、更なる南方侵攻作戦を前提としたものであった。また、政府は予算外国庫負担となる契約の上限金額が25億8000万円に増額された。2月にシンガポールを攻略、5月にはフィリピン一帯を占領、ジャワ作戦は予定を1ヶ月繰り上げて実施され3月には一段落、ビルマ作戦も5月には終了するなど期待以上の戦果を得ていた。
一方で、4月に行われた初の本土空襲を受け、アメリカ空母機動部隊の撃滅を企図した6月のミッドウェー海戦において帝国海軍は大敗を喫し海洋の主導権はアメリカ側に渡りこれ以降、積極的な侵攻作戦は不可能となった。続いて8月から行われたのガダルカナル島の戦いでも帝国軍は敗北を喫し戦局は転換し連合国の反攻が始まった。

#### 1943年度（昭和18年度）

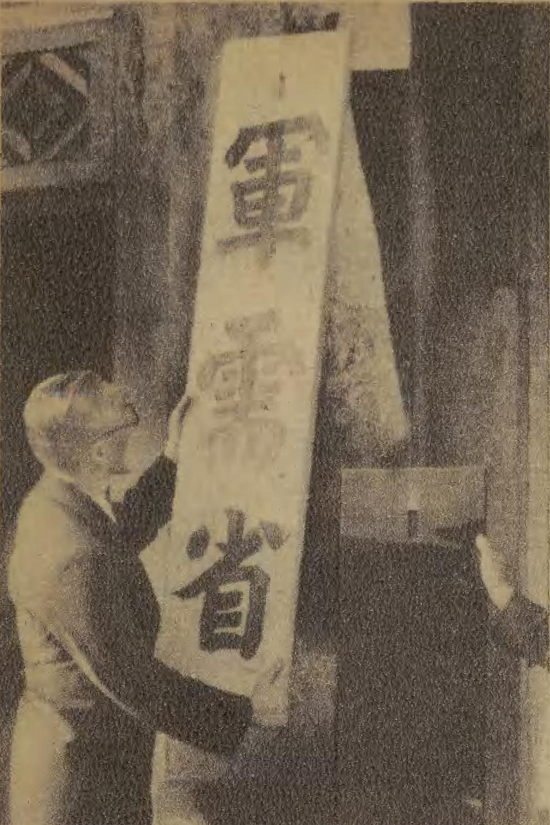
軍需省

守勢に転じた情勢の中、1943年（昭和18年）2月、第81回帝国議会において第九次追加予算を要求した。これはついに270億円に達し、当然この莫大な予算の確保には公債が充てられたが、この議会において公債発行に関する法律が改められ、公債の発行額の制限が事実上消滅した。また予算外国庫負担の上限金額が59億5000万円に増額された。
ガダルカナルの争奪戦を前後して、各所で日本軍の敗退が始まった。兵力、弾薬糧食の補給が困難になってゆくと、制海権・制空権が次第に失われアメリカ軍がソロモン諸島、アリューシャン方面で反攻を始めると日本は占領地を次々と失陥し、国内は次第に「決戦体制」が整えられて行き、1943年（昭和18年）11月には商工鉱業を管轄する商工省と物資の動員などを管轄する企画院が統合され、軍需省が発足した。

#### 1944年度（昭和19年度）
1944年（昭和19年）1月、第84回帝国議会で政府は第十次追加予算、380億円を要求した。予算外国庫負担の上限額は117億300万円に増額された。
1944年（昭和19年）、アメリカ軍の反攻はますます速度をあげ、日本本土に近づきつつあり、中国戦線も後退しつつあった。次第に敗戦の色が濃くなり7月にサイパン島の日本軍が全滅すると、その責任を取り東條内閣は総辞職した。
9月、第85回帝国議会で小磯内閣は通常議会を待たずに第11次追加予算250億円を要求し成立した。結局、第10次追加予算はは半年と持たず、第11次追加予算を加えた結果、1944年度は臨時軍事予算だけで前年度の倍以上の630億円を支出した。

#### 1945年度（昭和20年度）
1944年（昭和19年）末、フィリピンの各島にアメリカ軍が上陸、10月には沖縄が米機動部隊の攻撃を受け、神風特別攻撃隊が編成、11月には九州と東京への空襲が行われるなど、戦場は益々日本本土に迫っていた。1945年（昭和20年）1月、大本営は本土作戦計画を決定するに至った。
こうしたなかで開会された第86回帝国議会で政府はこの緊迫した戦局への対応として第十二次追加予算、850億円を要求し、成立した。この予算が戦時中最後の追加予算となった。また、予算外国庫負担の上限額もまた引き上げられついに147億300万円に至った。

### 戦後処理

#### 終戦
1945年（昭和20年）8月14日、終戦の詔勅が発布された。
陸海軍の復員は同月23日から開始されたが、それより先に、臨時軍事費の戦後放出が民間に対して大規模に始まっていた。買掛金や、支払未済金のみでなく、損失補償金や、動員解除費などに支出された。また、復員する軍人には戦時増俸を加えた1年分の退職金と、3ヶ月分の俸給を前払いした。また、ポツダム宣言受諾を決定した8月14日の閣議において軍の保有する軍需物資の民間放出が決定され、既に放出が行われていたが、マニラにおける会議でポツダム宣言違反との指摘が行われた。閣議決定を取り消したうえ回収に着手したが、回収漏れが相当数発生した（隠退蔵物資事件）。

#### 大日本帝国陸海軍の解体
総司令部覚書により大本営は9月13日、参謀本部、軍令部、教育総監部は10月15日に廃止された。陸軍省と海軍省は連合国軍最高司令官総司令部の承認を得て12月1日に廃止され、それぞれ第一復員省、第二復員省に改組された。それぞれの臨時軍事費の所管が大蔵省に移転された。これによって戊辰戦争の新政府軍以来の大日本帝国陸海軍は軍政・軍令の両面から解体がなされた。

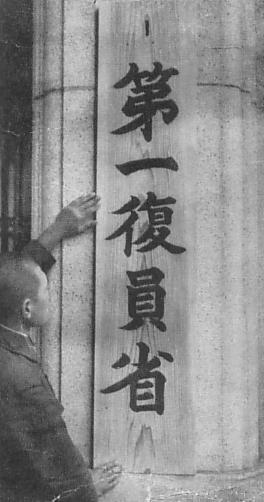
第一復員省
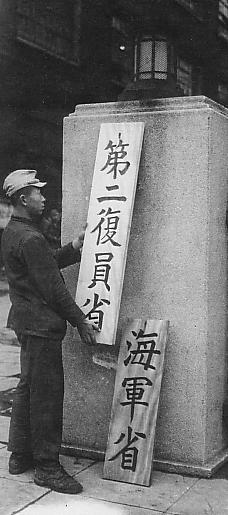
第二復員省

#### 臨時特別会計の終結
1946年（昭和21年）1月21日、GHQは『政府借入ならびに支出削減に関する件』の覚書を政府に伝えた。これに基づいて、政府は2月27日、『臨時軍事費特別会計の終結に関する件』を公布、この勅令によって臨時軍事費特別会計は終結した。

## 日本の防衛費史

### 警察予備隊と独立

警察予備隊、保安隊の旗

1950年（昭和25年）6月25日、朝鮮戦争が勃発すると在日米軍4個師団の全てが朝鮮に出動し、日本国内に軍事力の空白が生じた。7月8日、吉田茂内閣総理大臣宛のマッカーサー元帥書簡によって7万5000人からなる警察予備隊の創設と、海上保安庁8000人の増強が命令された。書簡の中でその所要経費に関して一般会計内の債務償還費からの使用を認めると指示されていたが、多額の経費の組み換えは議会の協賛が必要であった。しかし、議会は既に閉会しており、給与改訂問題などの政治的課題や時間的制約から、GHQはポツダム政令による予算措置を命じた。一方で、日本政府は議会手続きを経ない予算の組み換えに同意した一方でポツダム政令による予算の修正ではなく、財政法第33条の予算の移用の特例をポツダム政令で命令し、予算で定めないで経費を移用する形式を採用した。結果、1950年（昭和25年）8月5日に公布された警察予備隊令の附則第二項において以下の規定を定め、警察予備隊経費200億円の国債費移用の法的根拠とした。
昭和二十五年度に限り、内閣は、一般会計予算における国債費の金額のうち二百億円を、警察予備隊に必要な経費に移用する。

#### 講和と日米安全保障条約

日本国との平和条約に署名する吉田茂（内閣総理大臣）首席全権と全権委員

1951年（昭和26年）9月8日、サンフランシスコ平和条約が調印され太平洋戦争は法的終結を迎えた。翌年4月28日、条約の発効と共に7年を数えた占領は終結し独立を回復した。
1952年度（昭和27年度）予算の編成が行われていた1951年（昭和26年）8月25日、GHQは日本政府に防衛関係諸経費として2500億円を支出するように要請した。この数字はGHQ参謀部において警察予備隊の規模を1953年（昭和28年）までに10師団32.5万人への増強を意図したものであった。このため、日本は防衛力の増強に踏み切らざる負えなくなり、予算には在日アメリカ軍の駐留経費650億円、安全保障諸経費560億円、警察予備隊経費を合わせた約1820億円が計上された。しかし、この予算の特にアメリカ側からの要請で盛り込まれ、使途の不明確な防衛支出金と安全保障諸経費に対して野党は反対した。憲法9条を巡る再軍備問題などの議論などを経て野党の反対もありつつ予算は成立した。

### 保安庁・保安隊・警備隊

#### 戦後初の自主的な予算

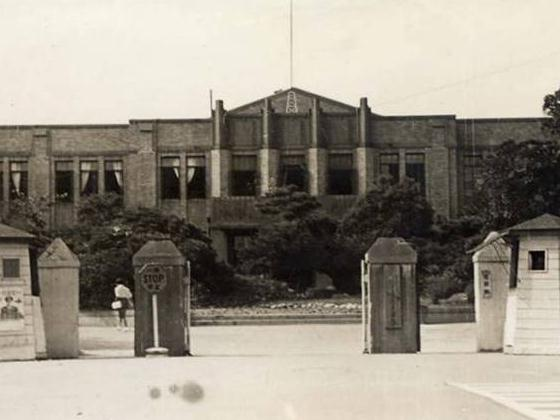
保安庁が置かれた越中島駐屯地

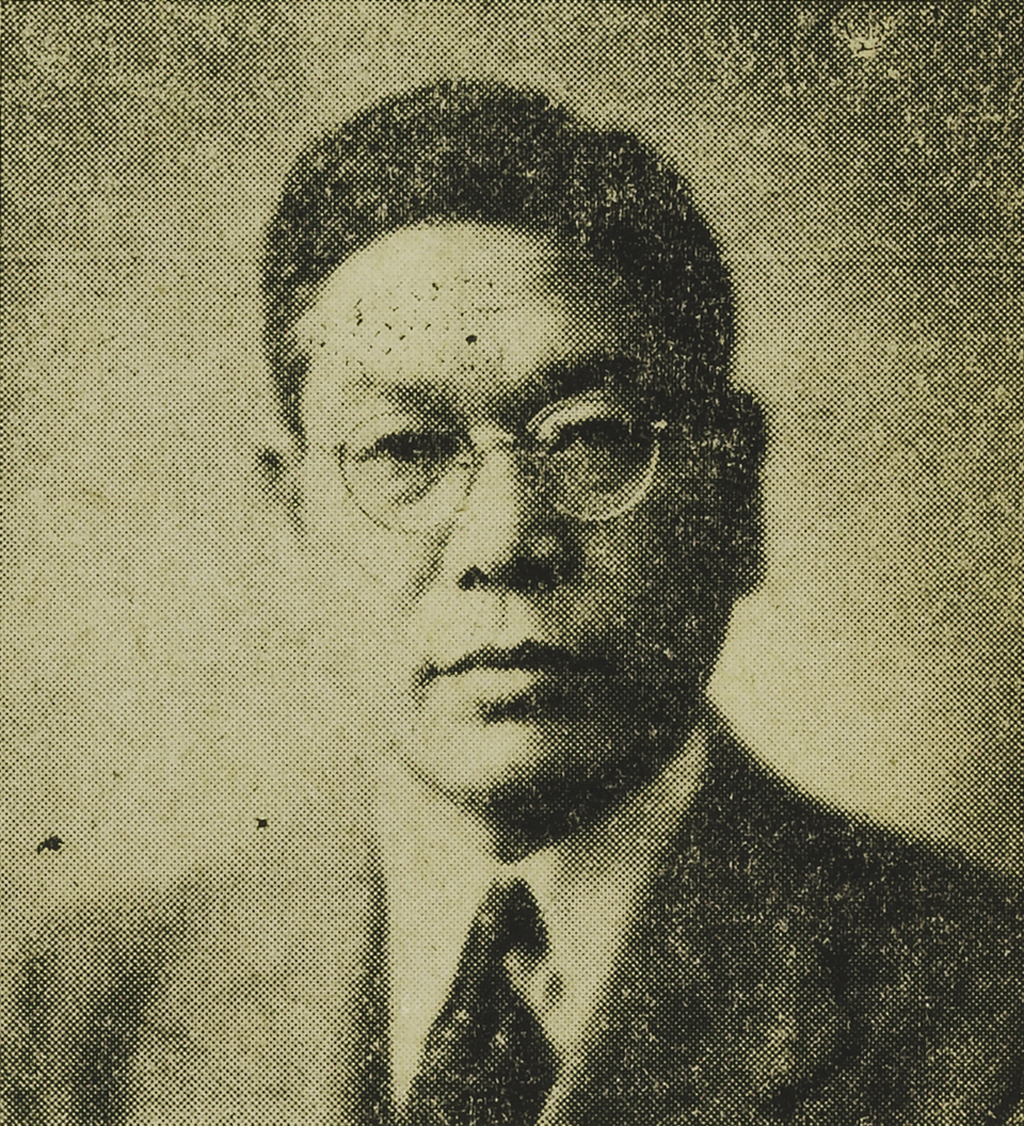
池田勇人大蔵大臣（1952年）

1952年（昭和27年）8月1日に保安庁が警察予備隊および、海上保安庁海上警備隊を改組した警備隊を統括する組織として設置、10月15日に警察予備隊を保安隊に改組した。
戦後、日本政府が初めて自主的に行う1953年度（昭和28年度）予算の編成になった。占領下では抑え込まれていた各政党の発言力が強まり、吉田茂の率いる自由党から鳩山一郎の率いる日本自由党が分裂するなど保守政党内部でも対立が強まっていた。1953年度（昭和28年度）予算編成での論調は主に2つあり、池田勇人大蔵大臣と吉田派の均衡財政主義と石橋湛山元大蔵大臣が提唱した鳩山派の建設公債発行論であった。独立により占領下で抑制されていた財政需要の噴出と、朝鮮戦争特需の終焉から公債発行論は大きな支持を得ていた。
これに対して、池田蔵相と大蔵省は再軍備より国民生活水準の向上に重点を置くべきという主張をし、防衛費などの歳出を抑制する一方で減税を実施し、均衡財政の原則の固守を目指していた。さらに池田蔵相は石橋湛山の建設国債発行論に対抗する貯蓄国債発行論を打ち出した。大蔵省はこの貯蓄国債発行論に反対したが、与党によって貯蓄国債の発行の方針が決定された。こういった中で防衛関係費の中で安全保障諸費560億円は計上しないこととし、防衛支出金620億円、保安庁費830億円をの1450億円で編成された。
紆余曲折を経て編成された1953年度（昭和28年度）予算案であったが、第15回国会で衆議院を通過したものの参議院を通過する前に1952年（昭和27年）3月14日、吉田茂首相の暴言が原因で衆議院が解散されたために廃案となった。新編成された予算では保安庁費が110億円減額されるなどの変更が為された。しかし、第26回衆議院議員総選挙で過半数を確保していなかった与党自由党は第16回国会において多数派工作をする必要に迫られた。改進党は折衝において改進党は保安庁費のさらなる200億円の削減を要求した。他様々な項目での折衝の結果共同修正案が合意し、保安庁費が65億円の削減となった予算が成立した。結果、防衛関係費は前年度の1802億円から30％以上減少した1234億円となった。

#### 1兆円予算

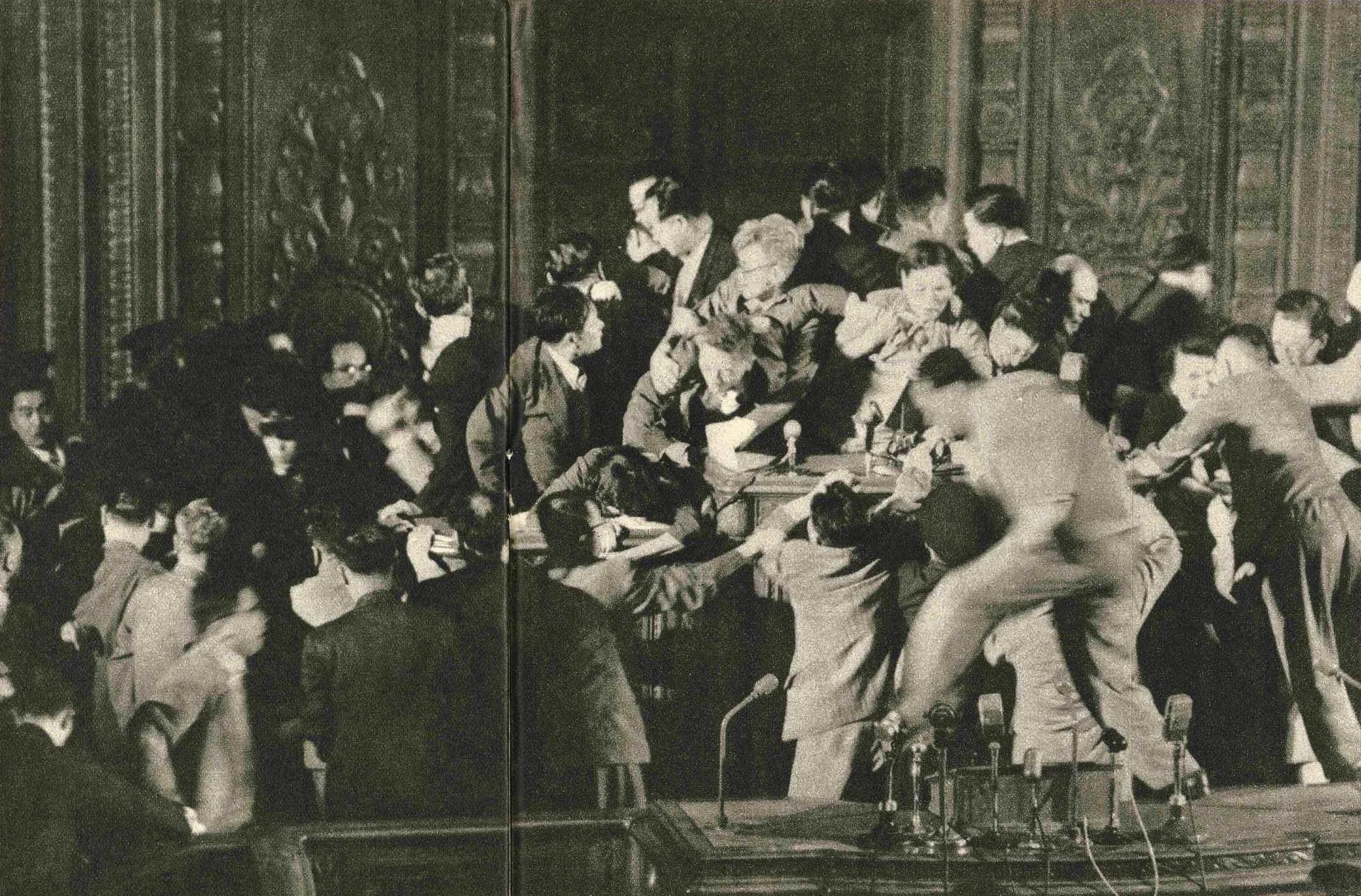
警察法改正での乱闘（第19回国会）

元来のアメリカ側の要求である保安隊30万人体制の要求に対して、日本側は池田・ロバートソン会談を経て、MSA協定を締結、保安庁を防衛庁・自衛隊へ改組することとし、人員18万人への漸増方針の了解を得た。そのような政策的な環境から1954年度（昭和29年度）予算においての保安庁費は増加が見込まれていた。しかし、概算の見通しの推計で1兆1628億円という1兆円を超えようという予算編成に対し、大蔵省などが1兆円以下の予算を主張し、それを基に大規模な歳出削減が進められることとなった。防衛関係費のうち保安庁費は200億円の増額が意図された。保安庁費が増額されると日米の合意によって防衛支出金の減額が考慮されることから、日本側は50億円の減額を申し入れたがアメリカ側が応じず、編成の段階では交渉が継続中として概算要求の時点では防衛関係費全体で1373億1000万円が要求された。
1954年度（昭和29年度）、第19回国会に提出された予算は防衛関係費が増加する中で公共事業費や食糧政策などの費用が削減されており、審議が難航すると予想されたが、保全経済会事件や造船疑獄事件の追求に議論が集中し予算委員会では予算そのものの議論は盛り上がらず順調に審議が進んだ。結果、自由党、改進党、日本自由党の保守3党の合意により防衛関係費の大きな修正はなく1兆円以下の9995億円に抑えられた予算が成立した。また、同国会では防衛庁設置法および自衛隊法の防衛二法の審議も行われていたが、警察法の改正で国会が荒れ、反対派のエネルギーが分散、防衛二法は成立し保安庁・保安隊・警備隊が防衛庁・自衛隊に改組された。

### 冷戦期
1980年代の東西冷戦での軍備拡張競争の期間中でも、日本では軍事費は低い優先順位しか与えられていなかった。日本の国防政策 （英語: Defense policy of Japan）によれば、軍事制度の維持は国防を達成するのに唯一の方法である―なおかつ最良の方法ではない。外交手腕、経済援助並びに開発、そして1960年（昭和35年）の防衛条約の協約のもとでのアメリカ合衆国との親密な関係は全て多大に重要であると考えられる。財政年度1986年（昭和61年）から財政年度1990年（平成2年）にかけて、一般会計（英語: Monetary and fiscal policy of Japan ）に占める防衛予算は、アメリカ合衆国の28％に対し、大よそ6.5％だった。軍事支出総額において、1987年（昭和62年）には、ソビエト連邦、アメリカ合衆国、フランス、ドイツ連邦共和国（西ドイツ）、イギリスに次いで、世界で7番目の順位を着けた。主に円高の理由で、1989年（平成元年）にはアメリカ合衆国、ソビエトに次ぐ3番目の順位に着けた。財政年度1991年（平成3年）では、防衛予算は国家予算の6.2％となった。ストックホルム国際平和研究所によれば、日本は2004年（平成16年）から2005年（平成17年）にかけて、421億ドルを費やし、4番目の順位を着けた；ザ・ワールド・ファクトブック、及びCIAによれば、日本は447億ドルを費やし、5番目の順位であった（中国による支出に対する、CIAの徹底的な過大評価により番付は異なる）。
毎年の予算についてはさらに、防衛庁は1957年（昭和32年）に、内閣承認の建設計画の一連の系列を準備した、これはそれらを達成するような調達目標を設けて制度化するものである。最初の三つの計画（1958年（昭和33年）から60年（同35年）、1962年（同37年）から66年（同41年）、1987年（同62年）から91年（平成3年））のもとで、財源の優先順位は、限定的な侵略に対抗するような能力の制度化を設けるものだった。第一次石油危機以来の経済的困難は、しかしながら、第四次防衛計画（英: Fourth Defense Buildup Plan、1972-76（昭和47-51）年）の達成における重大な問題を引き起こした、そして資金拠出は切り詰められ、防衛政策に横たわる基本的概念についての問題が持ち上がった。
1976年（昭和51年）に政府は歳出、人員、及び基地の副次的な増大は事実上不可能になるであろうことを認めた。その代わり、「標準防衛概念」（英: standard defense concept）が提起された。それは自衛隊での量的というよりはむしろ、質的改良の努力である。防衛支出は、1976年の国家防衛計画大綱（英: 1976 National Defense Program Outline）以降に設けられたような、防衛のひとつの基本的水準の達成において的を絞られるべきであることが決定された。それ以来、政府はうわべは開放的にみえる性格によって国民を驚かしたような立案を引き受けることを中止して、そして明白に到達できる目標にし得る単一財政年度方式での信頼に切り替えた。
防衛支出は1970年代後半を通してわずかに増加した、そして1980年代には実質的に防衛と政府開発援助だけが増額を認められた。自衛隊の前線装備の改善と兵站支援システムの拡充のために、1985年（昭和60年）に防衛庁は財政年度1986年（昭和61年）から財政年度1990年（平成2年）について中期防衛戦略（英: Mid-Term Defense Estimate）を開発した。陸上自衛隊については、これらの見積もりは対戦車、兵砲、陸対海火気、そして移動兵器を改善する新型の兵器と設備の調達を含んだ。海上自衛隊については、イージスシステムを備えた新型護衛駆逐艦とSH-60J対潜水艦ヘリコプターの調達を伴った、その焦点は対潜水艦能力の向上であって、対地雷兵器と防空の改善だった。航空自衛隊への資金供給は戦闘機と救助ヘリコプターの調達に集中した。財政年度1986年（昭和61年）から財政年度1990年（平成2年）までの中期防衛戦略の総額費用は（1985年（昭和60年）の為替相場でおおよそ32億合衆国ドルの）大よそ18,4兆円と見積もられた。
1989年（平成元年）に、総歳出予算の6.49％の、或いはGDPの1.006％の3.9兆円の防衛予算が報告された。防衛庁自体に加えて、防衛施設管理局（英: Defense Facilities Administration Agency）と安全保障会議に防衛予算は当てられた。防衛庁の資金拠出は陸上自衛隊、海上自衛隊、航空自衛隊、内局（英: internal bureaus）、職員協議会（英: Joint Staff Council）、防衛大学校、防衛医科大学 、防衛研究所（英: National Institute for Defense Studies）、技術開発研究所（英: Technical Research and Development Institute）、そして調達本部（英: Central Procurement Office）をまかなった。
1990年（平成2年）の防衛予算は、予想されたGDPの0.997％で、1987年（昭和62年）に達したとき以来初めて1％の水準を切った。しかし4.1兆円以上の予算まだ財政年度1989年（平成元年）を超える6.1％の増加を記録し、そして副次的に誘導ミサイルと通信技術についての資金供給を含んだ、研究と開発に要求された1040億円のすべてが実質的に与えられた。けれども何がしかの346億円は実験的なF-2戦闘機の、日本と米国の共同の研究開発のために数年にわたり認められた。この計画についての議論は、防衛庁が国内軍需産業の許容性を強化することそして自衛隊の構築のその分担割合を増加するのを確信を持つよう信じる事だった。始めに減額された後、資金は完全な中期防衛戦略に必要な30機の最新型戦車と最新のイージス多重標的装備駆逐艦の護衛のためにまた復活した。6.1％の防衛の増加は互角に大きい（8.2％の）政府開発援助での増額に伴った。防衛予算は1990年代初期の実際の期間に、1991年（平成3年）の4.38兆円並びに1992年（平成4年）の4.55兆円まで増加し続けたが、しかしGDPの1％よりも少なかった。
そのような動きが二国間の条約の改訂を要求するであろうことを主張する、日本が在日米軍の維持の費用の多くを支援するような事に、アメリカ合衆国が公式に合意する圧力に日本の公務員たちは抵抗する。けれども財政年度1989年（平成元年）、日本国政府の寄与は、財政年度1990年（平成2年）についての予定は28億合衆国ドルに増加した―防衛予算の総額の10％近くの―そして財政年度1990年の終わりになると日本政府は日本に駐留する合衆国の軍隊のための設備と建設物の維持費用の全ての費用を考慮に入れることを見込んだ。

### 冷戦終結以後
日本の防衛省によれば、2008年（平成20年）の防衛予算は2007年（平成19年）に記録した4.78兆円から0.8％少ない4.74兆円だった。2007年1月9日をもって実施された防衛庁の防衛省への格上げによって国防の状況を強化するのを、与党である自民党が試みたにもかかわらず、このわずかな減少は起きた。
2020年（令和2年）12月に、菅義偉内閣は記録的な5.34兆円（517億ドルまたは424億ユーロ）の防衛予算を財政年度2021年（令和3年）において承認した。中国と北朝鮮の潜在的な脅威に対抗する目的をもった、ステルスジェット戦闘機、新型長射程ミサイルシステム、及び小型軍艦における投資をこれは含む。その処置をもって、過去8年の安倍内閣の場合の様に、政府は防衛支出を毎年増額し続ける。
2022年（令和4年）に政府はいわゆる「安保三文書」を閣議決定し、その中で「防衛力整備計画」は令和5年度からの5年間の防衛力整備に係る金額を43兆円程度と概算し、当初予算を上回る額について確保するため、歳出改革、決算余剰金の活用、防衛力強化資金の創設、増税などの措置を行うとした。
2023年度予算からは、建設国債を防衛費の一部（潜水艦や艦船の建造費など）にあてて、従来の原則的なルールを改めた。